# Mouthe
Pour la station de sports d'hiver, voir Mouthe (station de sports d'hiver).
Mouthe (prononcé [mut]) est une commune française située dans le département du Doubs, la région culturelle et historique de Franche-Comté et la région administrative Bourgogne-Franche-Comté. Sa population s'élevait à 1 022 habitants nommés Meuthiards et Meuthiardes en 2022.
Située à une altitude comprise entre 926 et 1 414 mètres, à une distance de 25 kilomètres à vol d'oiseau au sud-ouest de Pontarlier et limitrophe de la Suisse, Mouthe est une commune de moyenne montagne du massif du Jura faisant partie du parc naturel régional du Haut-Jura et de la communauté de communes des Lacs et Montagnes du Haut-Doubs. C'est une petite station de sports d'hiver comptant quelques pistes de ski alpin et de nombreuses pistes de ski de fond et constituant le village d'arrivée de la célèbre course de ski de fond de la Transjurassienne lorsque les conditions d'enneigement le permettent. Les visiteurs viennent également y admirer la source du Doubs, ses tourbières et parcourir les sentiers de randonnée qui la traversent.
La commune est considérée comme la plus froide de France, Météo-France y ayant relevé officiellement −36,7 °C le 13 janvier 1968, soit la température la plus basse connue de France métropolitaine. Un autre relevé non reconnu par Météo-France établit le record à −41 °C en date du 17 janvier 1985.

## Géographie

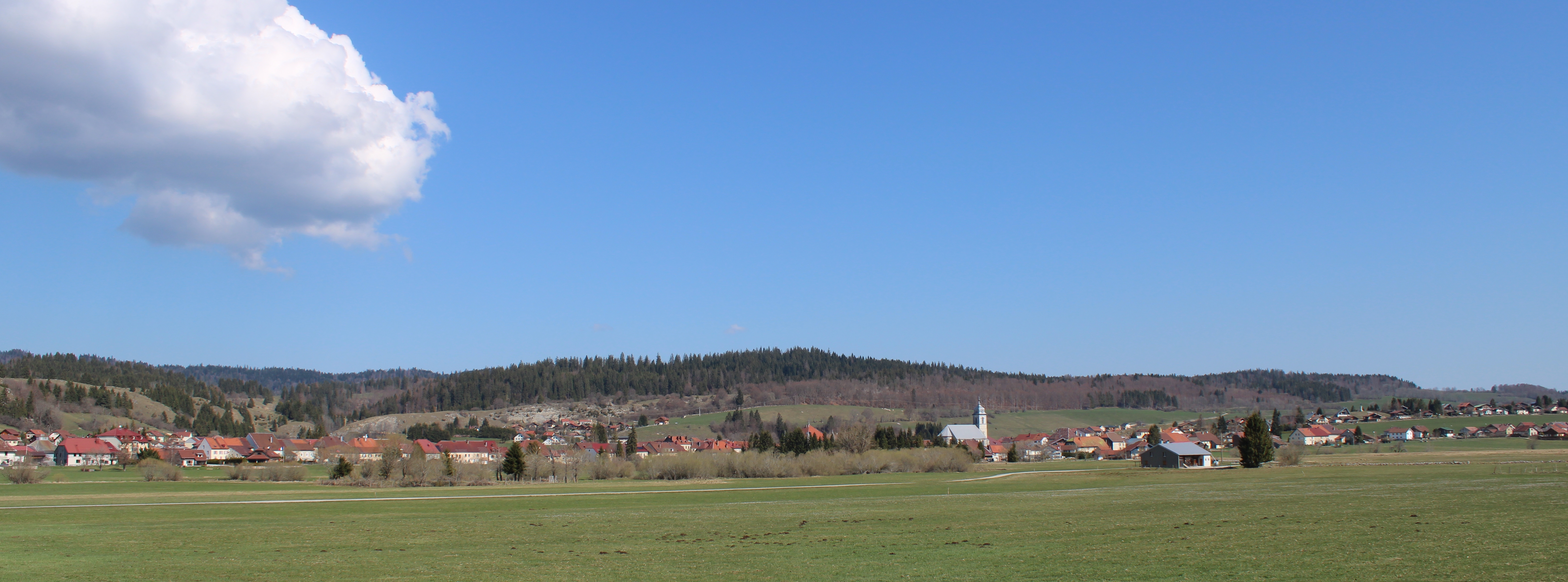
Panorama du village en été.

### Localisation
Mouthe est une commune de l'est de la France, elle est située dans la pointe sud du département du Doubs, en Franche-Comté, et elle est frontalière avec la Suisse. Les grandes villes de plus de 100 000 habitants les plus proches sont Besançon, préfecture du département du Doubs, située à 60 km à vol d'oiseau vers le nord, Dijon, préfecture de région, située à 111 km en direction du nord-ouest, et les villes suisses de Lausanne distante de 40 km au sud-est, de Genève à 57 km au sud et de Berne, à 100 km à l'est. Pontarlier, sous-préfecture du département du Doubs, est à 25 km au nord-est.
| - Mouthe et ses communes limitrophes. - Mouthe (en rouge) dans le département du Doubs. |

Le territoire communal est limitrophe de huit autres communes.

### Géologie et relief
La commune est située au cœur de la haute chaîne du massif du Jura. À l'est, on retrouve le mont Risoux, un anticlinal dont l'altitude varie entre 1 250 m et 1 400 m tandis qu'à l'ouest s'élève la chaîne de la Haute-Joux. Entre les deux s'établit le val de Mouthe entre 900 m et 1 100 m d'altitude et qui s'étend de Métabief à Foncine-le-Bas. Ce val a été modelé par les glaciers du quaternaire.
La superficie de la commune est de 3 973 hectares, soit la 7e commune la plus étendue du département ; son altitude varie de 926 à 1 414 mètres. Le point le plus bas se situe au nord à l'endroit où le Doubs quitte le territoire communal et son point culminant est le Gros Crêt situé à l'est de la commune sur la frontière franco-suisse. Le centre-ville est situé à une altitude comprise entre 930 et 940 mètres.

### Hydrographie
Le territoire communal est traversé par plusieurs cours d'eau dont le plus important est la rivière du Doubs, un des plus longs cours d'eau français (453,1 km), qui y prend sa source au pied de la forêt du Noirmont, à 944 mètres d'altitude ; à sa source, la température de l'eau est voisine de 7 °C. Le Doubs parcourt près de 4 km sur la commune de Mouthe.
Deux ruisseaux arrosent également la commune, le Cébriot (8,5 km) qui prend sa source à Châtelblanc et se jette dans le Doubs au niveau du village de Mouthe et le Cul du Bief (2,2 km) qui s'écoule uniquement sur la commune de Mouthe.

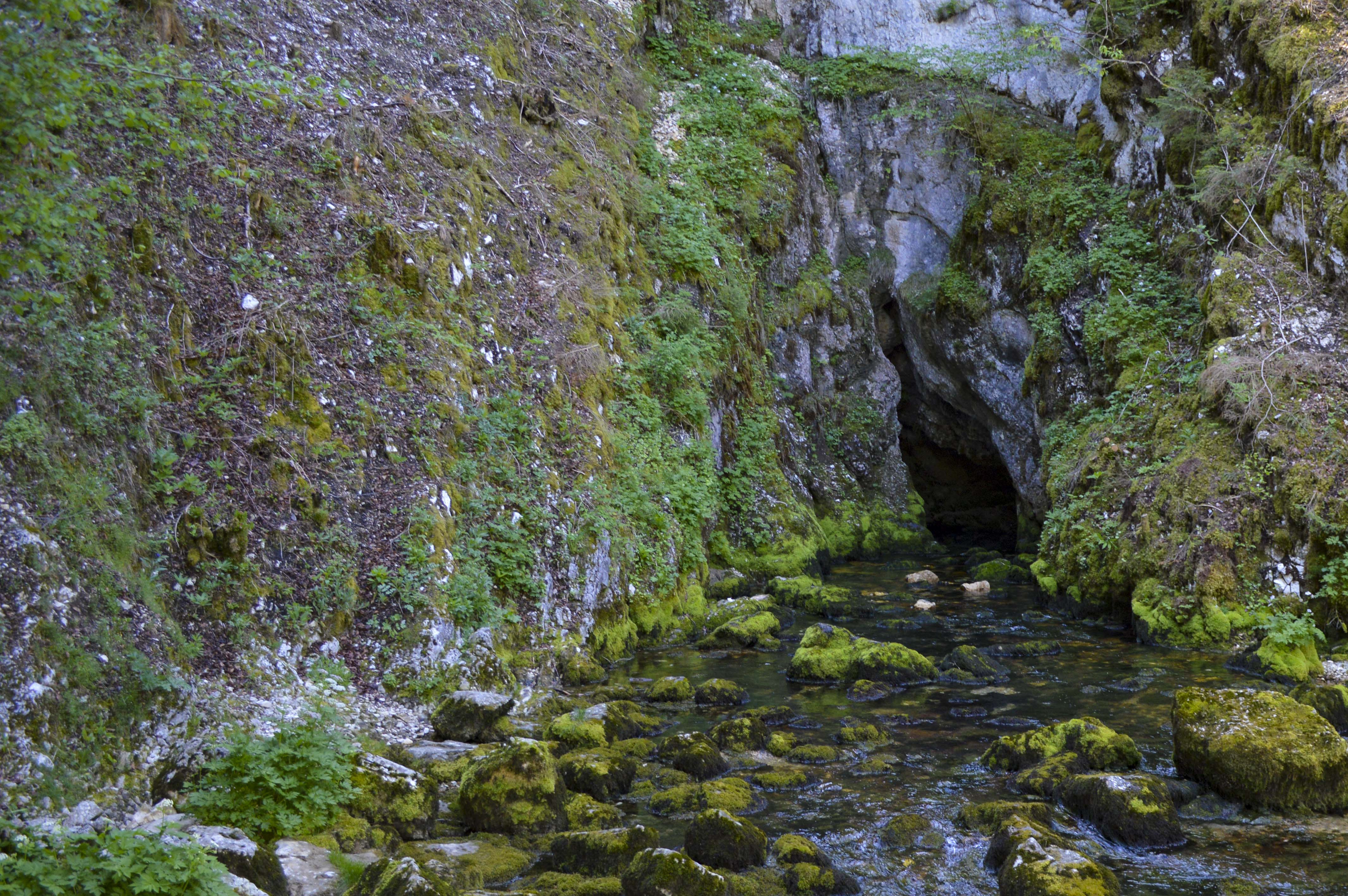
La source du Doubs.
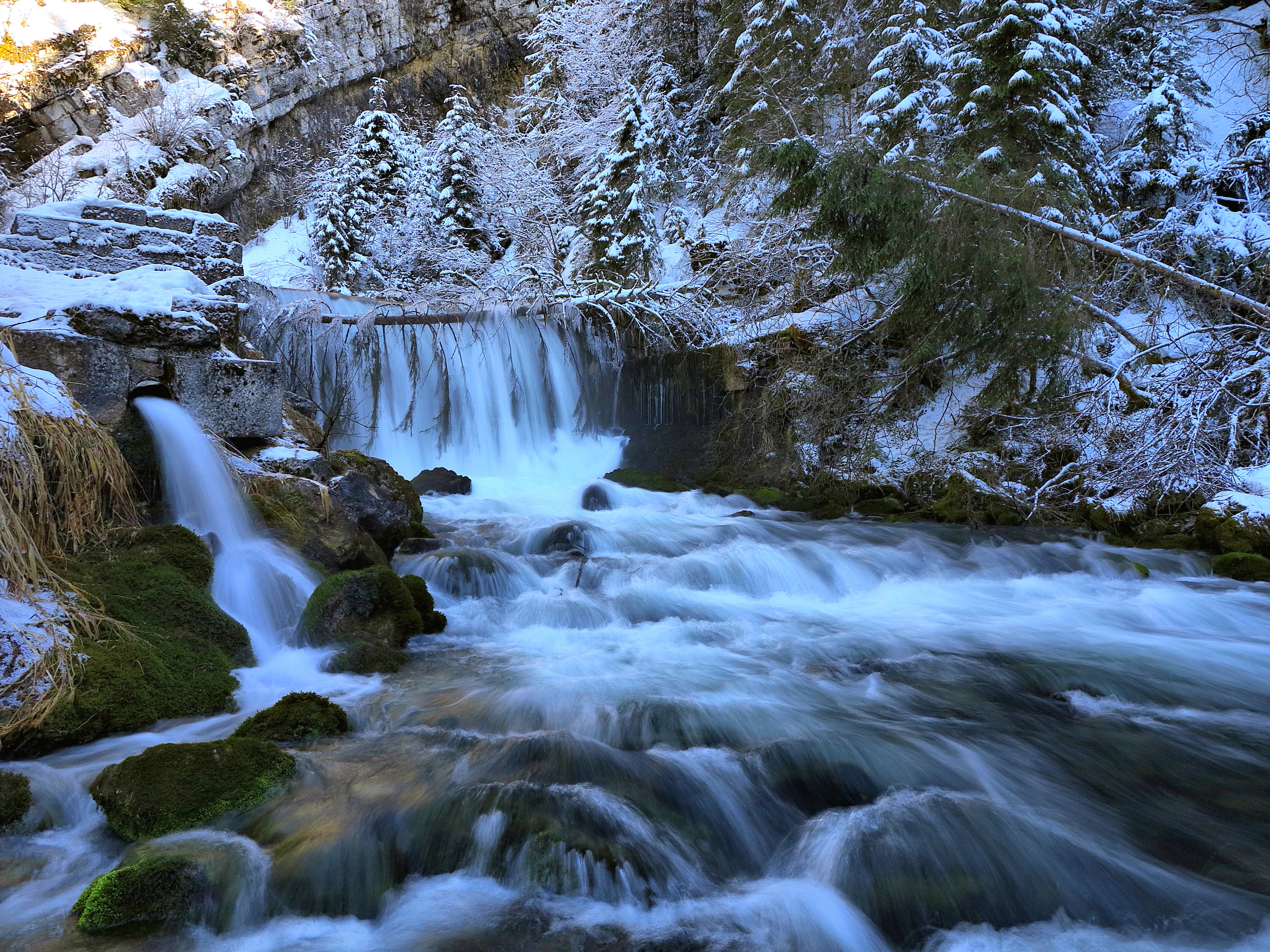
Le barrage de la Source du Doubs en hiver.
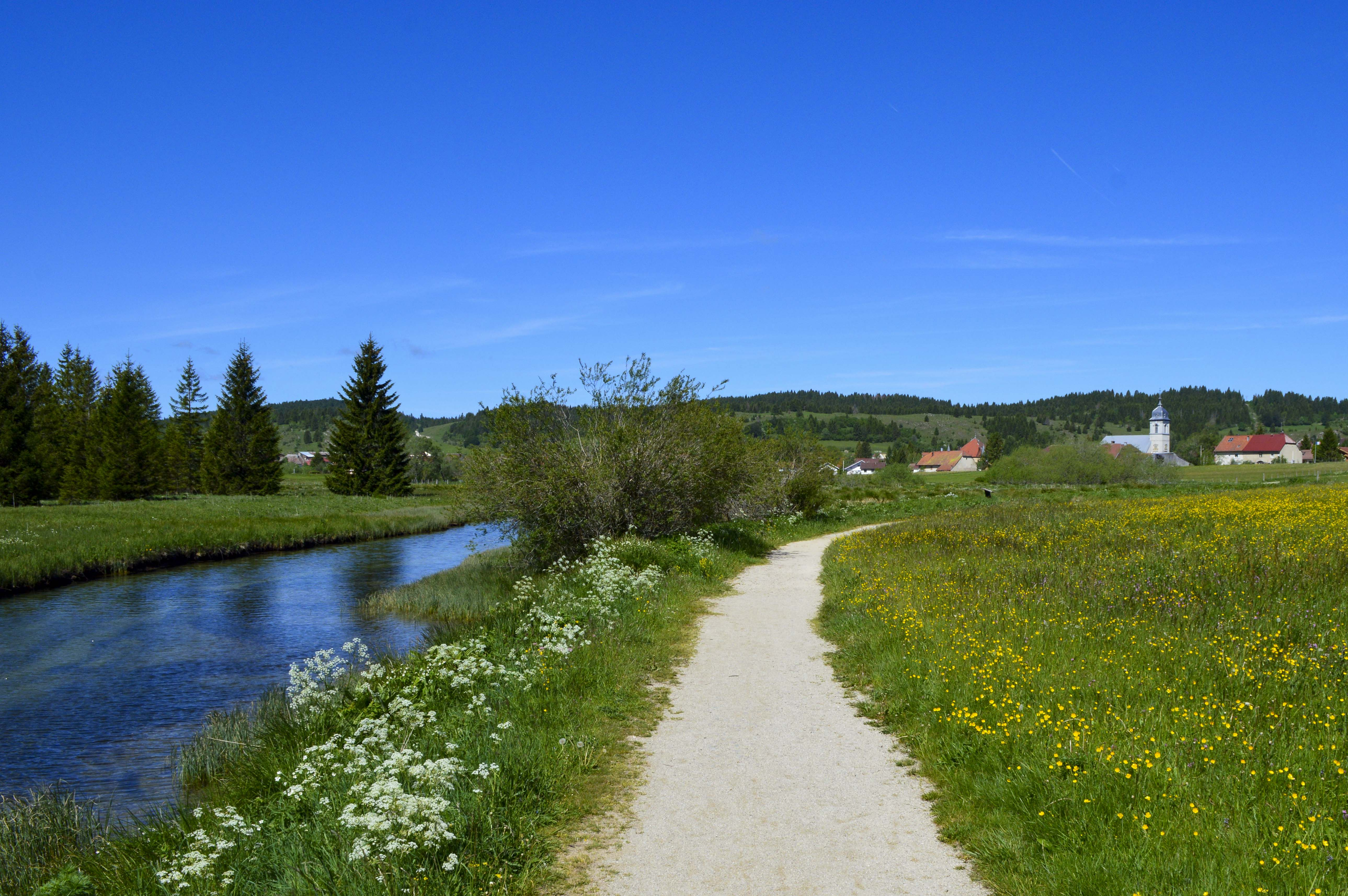
Le Doubs entre la source et le village.
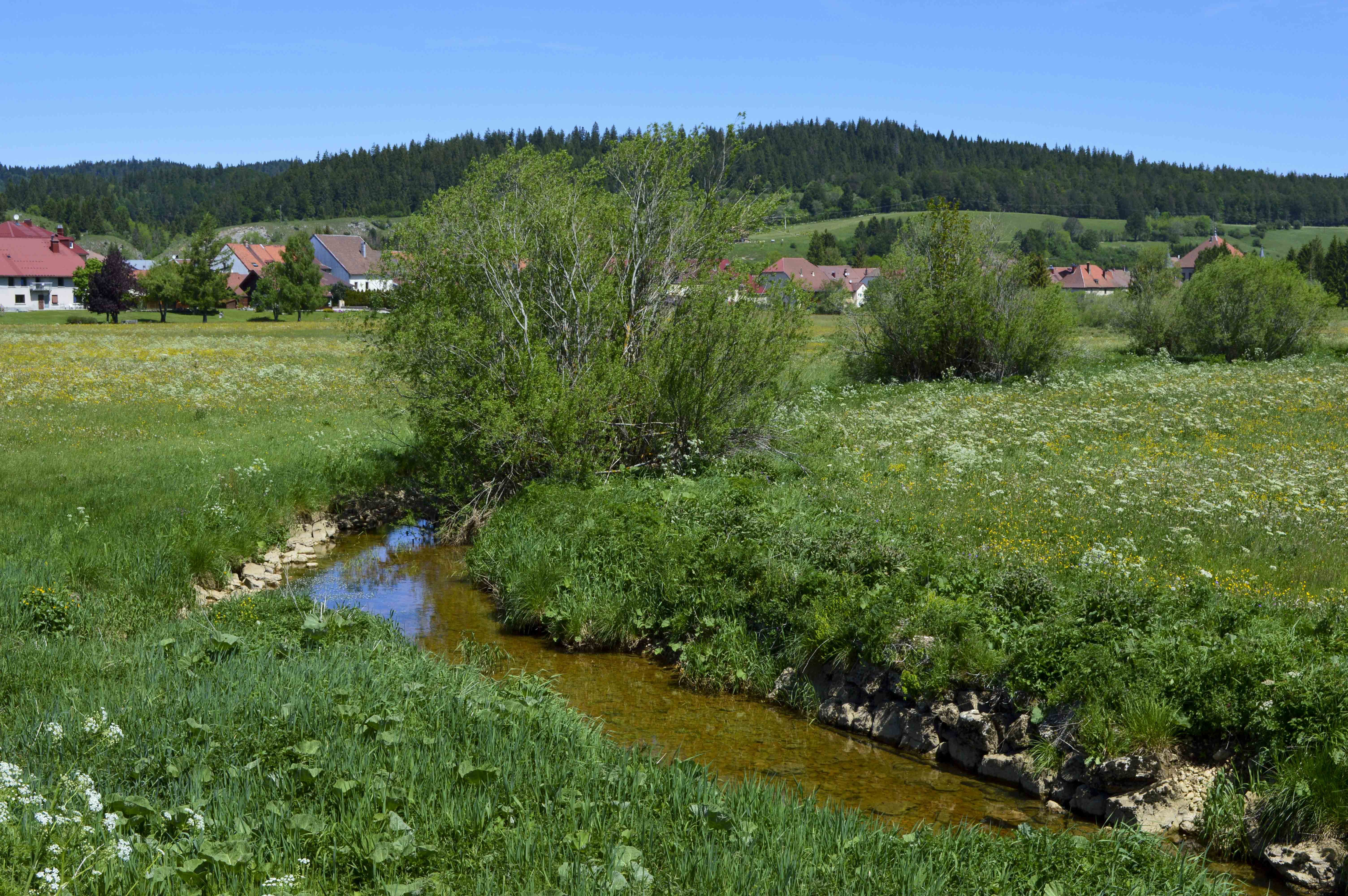
Le Cébriot.
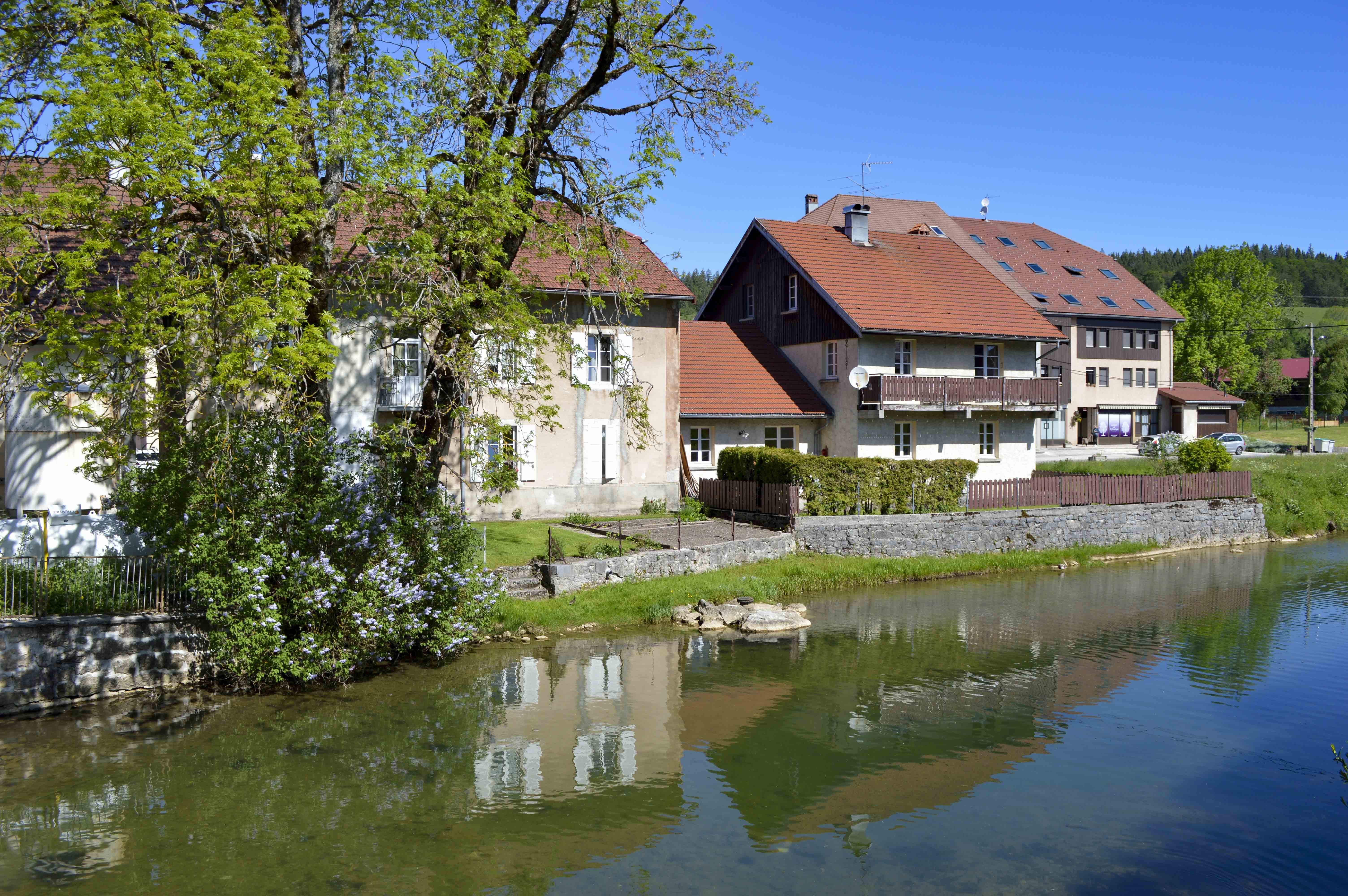
Le Doubs traversant le centre du village.

### Climat
Pour des articles plus généraux, voir Climat de la Bourgogne-Franche-Comté et Climat du Doubs.
En 2010, le climat de la commune est de type climat de montagne, selon une étude du Centre national de la recherche scientifique s'appuyant sur une série de données couvrant la période 1971-2000. En 2020, Météo-France publie une typologie des climats de la France métropolitaine dans laquelle la commune est exposée à un climat de montagne ou de marges de montagne et est dans la région climatique Jura, caractérisée par une forte pluviométrie en toutes saisons (1 000 à 1 500 mm/an), des hivers rigoureux et un ensoleillement médiocre.
Pour la période 1971-2000, la température annuelle moyenne est de 7,1 °C, avec une amplitude thermique annuelle de 16,4 °C. Le cumul annuel moyen de précipitations est de 1 789 mm, avec 13,5 jours de précipitations en janvier et 11,4 jours en juillet. Pour la période 1991-2020, la température moyenne annuelle observée sur la station météorologique installée sur la commune est de 6,9 °C et le cumul annuel moyen de précipitations est de 1 677,4 mm. 
La température maximale relevée sur cette station est de 36 °C, atteinte le 1er juillet 1952 ; la température minimale est de −36,7 °C, atteinte le 13 janvier 1968,,.
| Mois                                  | jan.             | fév.             | mars             | avril            | mai             | juin            | jui.          | août            | sep.          | oct.             | nov.             | déc.             | année      |
| ------------------------------------- | ---------------- | ---------------- | ---------------- | ---------------- | --------------- | --------------- | ------------- | --------------- | ------------- | ---------------- | ---------------- | ---------------- | ---------- |
| Température minimale moyenne (°C)     | −6,1             | −6,1             | −2,9             | −0,1             | 4               | 7,1             | 8,9           | 8,4             | 5,3           | 2,3              | −2               | −5               | 1,1        |
| Température moyenne (°C)              | −1,5             | −0,8             | 2,7              | 6                | 10,1            | 13,6            | 15,5          | 15,2            | 11,6          | 8                | 2,7              | −0,7             | 6,9        |
| Température maximale moyenne (°C)     | 3,2              | 4,4              | 8,3              | 12,1             | 16,2            | 20              | 22,2          | 22              | 17,8          | 13,7             | 7,4              | 3,6              | 12,6       |
| Record de froid (°C) date du record   | −36,7 13.01.1968 | −31,1 17.02.1970 | −31,6 04.03.1965 | −20,5 13.04.1913 | −9,8 01.05.1960 | −6,5 18.06.1884 | −4 07.07.1962 | −4,5 31.08.1918 | −8 25.09.1931 | −14,3 26.10.1964 | −29,6 30.11.1969 | −32,8 09.12.1967 | −36,7 1968 |
| Record de chaleur (°C) date du record | 20 01.01.1921    | 21,5 02.02.1927  | 25 20.03.1927    | 28 27.04.1947    | 31 25.05.1922   | 35,5 27.06.19   | 36 01.07.1952 | 35,5 23.08.1906 | 35 06.09.1906 | 28 09.10.1921    | 27 03.11.1927    | 19,5 16.12.1989  | 36 1952    |
| Degrés jour unifiés                   | 603,3            | 532,7            | 473,8            | 359,3            | 246             | 137,7           | 88,1          | 95,7            | 193,1         | 309,6            | 458,7            | 580              | 4 078      |
| Ensoleillement (h)                    | 117,8            | 131,6            | 192,2            | 234              | 257,3           | 294             | 306,9         | 272,8           | 201           | 170,5            | 129              | 114,7            | 2 421,8    |
| Précipitations (mm)                   | 150,9            | 131,3            | 131,6            | 117,6            | 141,8           | 135,9           | 130,3         | 128,8           | 119,2         | 147,1            | 157,8            | 185,1            | 1 677,4    |
| Nombre de jours avec précipitations   | 10               | 9                | 10               | 12               | 13              | 12              | 12            | 12              | 10            | 10               | 11               | 11               | 132        |

| Diagramme climatique                                  |              |              |               |            |            |              |            |              |              |            |            |
| J                                                     | F            | M            | A             | M          | J          | J            | A          | S            | O            | N          | D          |
| 3,2−6,1150,9                                          | 4,4−6,1131,3 | 8,3−2,9131,6 | 12,1−0,1117,6 | 16,24141,8 | 207,1135,9 | 22,28,9130,3 | 228,4128,8 | 17,85,3119,2 | 13,72,3147,1 | 7,4−2157,8 | 3,6−5185,1 |
| Moyennes : • Temp. maxi et mini °C • Précipitation mm |              |              |               |            |            |              |            |              |              |            |            |

Les paramètres climatiques de la commune ont été estimés pour le milieu du siècle (2041-2070) selon différents scénarios d'émission de gaz à effet de serre à partir des nouvelles projections climatiques de référence DRIAS-2020. Elles sont consultables sur un site dédié publié par Météo-France en novembre 2022.

#### Records de température

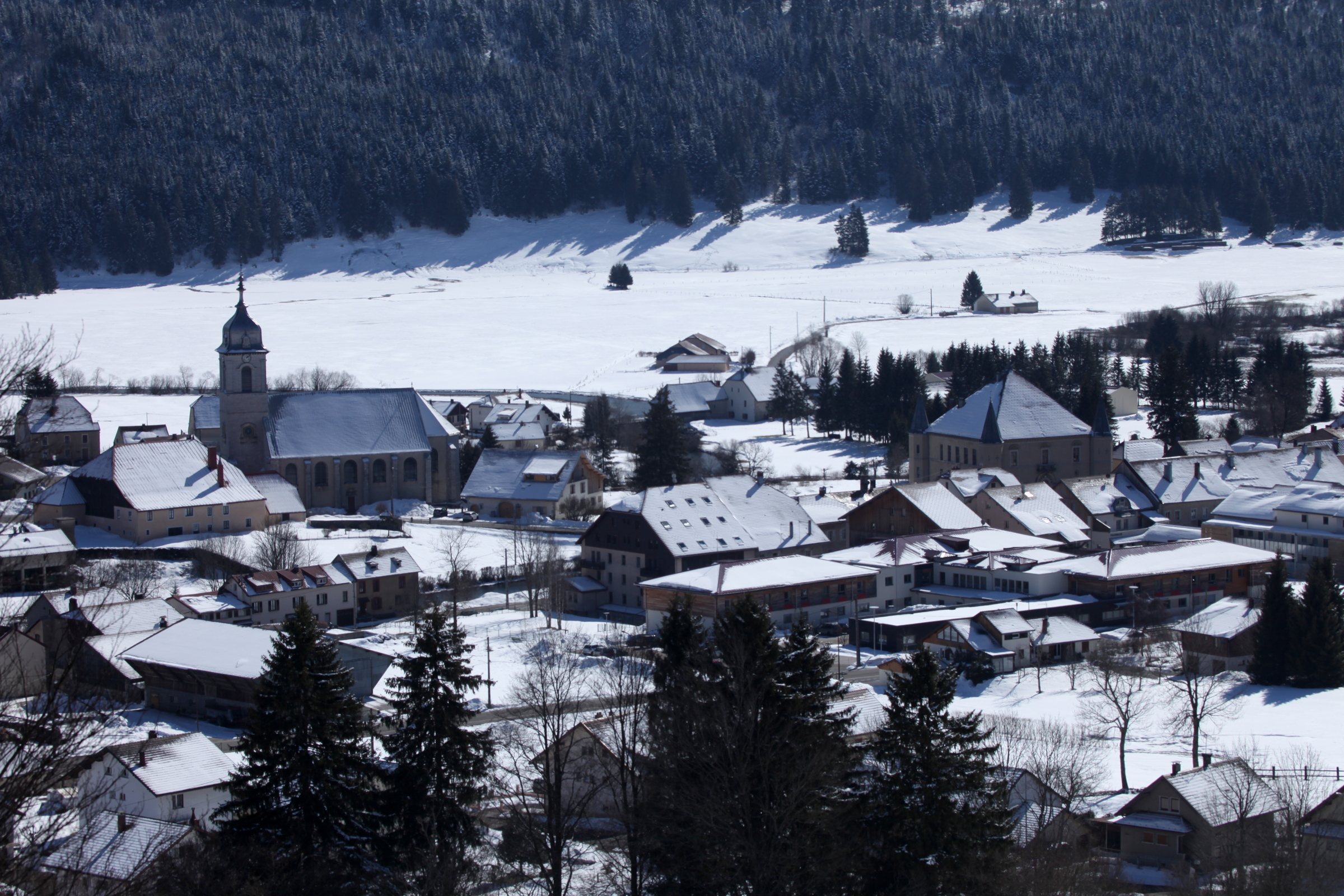
Le centre de Mouthe en hiver.

Les records de température maximale et minimale sur Mouthe sont respectivement de 36 °C le 1er juillet 1952 et −36,7 °C le 13 janvier 1968 ce qui en fait un des villages les plus froids de France. À noter que l'après-midi du 13 janvier 1968, on enregistrait 1,1 °C soit 38 °C d'amplitude thermique sur la journée.
La localité connaît en moyenne 149 jours de gel par an, 65 jours avec gelées inférieures à −5 °C et 26 jours avec gelées inférieures à −10 °C. Les minimales en dessous de −20 °C concernent en moyenne 6 années sur 7.
La température moyenne annuelle est de 6,9 °C.
Les raisons de ces températures extrêmes s'appuient sur diverses causes physiques ou topographiques :
- le climat est continental et montagnard ;
- l'altitude est de 930 m ;
- le phénomène d'inversion thermique, plus précisément ici l'inversion nocturne, détermine un refroidissement de l'air près du sol par rayonnement infrarouge. Cet effet est plus marqué en période d'anticyclone avec un ciel dégagé ;
- le relief forme des combes qui favorisent l'accumulation de l'air froid dans les points bas ;
- le fond des vallées est en général peu boisé, ce qui favorise le refroidissement ;
- la présence fréquente de neige sur le sol abaisse la température de celui-ci ;
- contrairement aux Alpes, les versants des vallées jurassiennes sont en général peu pentus ou d'un dénivelé faible, ce qui empêche le développement de brises de pente.

Le tableau suivant indique la température la plus basse enregistrée sur chaque année civile depuis 1960 (en gras, la température la plus froide par décennie) :
| 1960     | 1961   | 1962     | 1963     | 1964  | 1965  | 1966  | 1967  | 1968  | 1969  | 1970  | 1971  | 1972  | 1973  | 1974  | 1975  | 1976  | 1977  | 1978  | 1979  | Moyenne (20 ans) |
| -------- | ------ | -------- | -------- | ----- | ----- | ----- | ----- | ----- | ----- | ----- | ----- | ----- | ----- | ----- | ----- | ----- | ----- | ----- | ----- | ---------------- |
| −26,8    | −19,8  | −31,7    | −33,6    | −29,0 | −31,6 | −32,8 | −32,8 | −36,7 | −29,8 | −31,1 | −35,0 | −22,5 | −28,2 | −21,0 | −19,0 | −27,0 | −22,4 | −21,2 | −30,0 | −26,5            |
| 1980     | 1981   | 1982     | 1983     | 1984  | 1985  | 1986  | 1987  | 1988  | 1989  | 1990  | 1991  | 1992  | 1993  | 1994  | 1995  | 1996  | 1997  | 1998  | 1999  |                  |
| −25,0    | −27,0  | −17,5    | −21,4    | −23,5 | −35,5 | −28,0 | −30,0 | −23,0 | −14,0 | −18,0 | −25,0 | −20,0 | −25,0 | −18,0 | −22,0 | −22,0 | −16,0 | −22,0 | −28,0 | −23,04           |
| 2000     | 2001   | 2002     | 2003     | 2004  | 2005  | 2006  | 2007  | 2008  | 2009  | 2010  | 2011  | 2012  | 2013  | 2014  | 2015  | 2016  | 2017  | 2018  | 2019  |                  |
| −26,5    | −25,5  | −18,0    | −27,6    | −21,8 | −26,9 | −21,2 | −19,4 | −22,0 | −23,7 | −25,4 | −15,9 | −25,0 | −20,5 | −20,7 | −16,2 | −27,0 | −20,4 | −19,5 | −19,7 | −22,13           |
| 2020     | 2021   | 2022     | 2023     | 2024  | 2025  | 2026  | 2027  | 2028  | 2029  | 2030  | 2031  | 2032  | 2033  | 2034  | 2035  | 2036  | 2037  | 2038  | 2039  |                  |
| −14,4 °C | −21 °C | −17,1 °C | −18,6 °C |       |       |       |       |       |       |       |       |       |       |       |       |       |       |       |       |                  |

## Urbanisme

### Typologie
Au 1er janvier 2024, Mouthe est catégorisée bourg rural, selon la nouvelle grille communale de densité à 7 niveaux définie par l'Insee en 2022.
Elle est située hors unité urbaine et hors attraction des villes,.

### Occupation des sols
L'occupation des sols de la commune, telle qu'elle ressort de la base de données européenne d’occupation biophysique des sols Corine Land Cover (CLC), est marquée par l'importance des forêts et milieux semi-naturels (84,6 % en 2018), une proportion sensiblement équivalente à celle de 1990 (84,8 %). La répartition détaillée en 2018 est la suivante : 
forêts (67,5 %), milieux à végétation arbustive et/ou herbacée (17,1 %), zones agricoles hétérogènes (11 %), zones urbanisées (2,4 %), zones humides intérieures (1,8 %), prairies (0,2 %). L'évolution de l’occupation des sols de la commune et de ses infrastructures peut être observée sur les différentes représentations cartographiques du territoire : la carte de Cassini (XVIIIe siècle), la carte d'état-major (1820-1866) et les cartes ou photos aériennes de l'IGN pour la période actuelle (1950 à aujourd'hui).

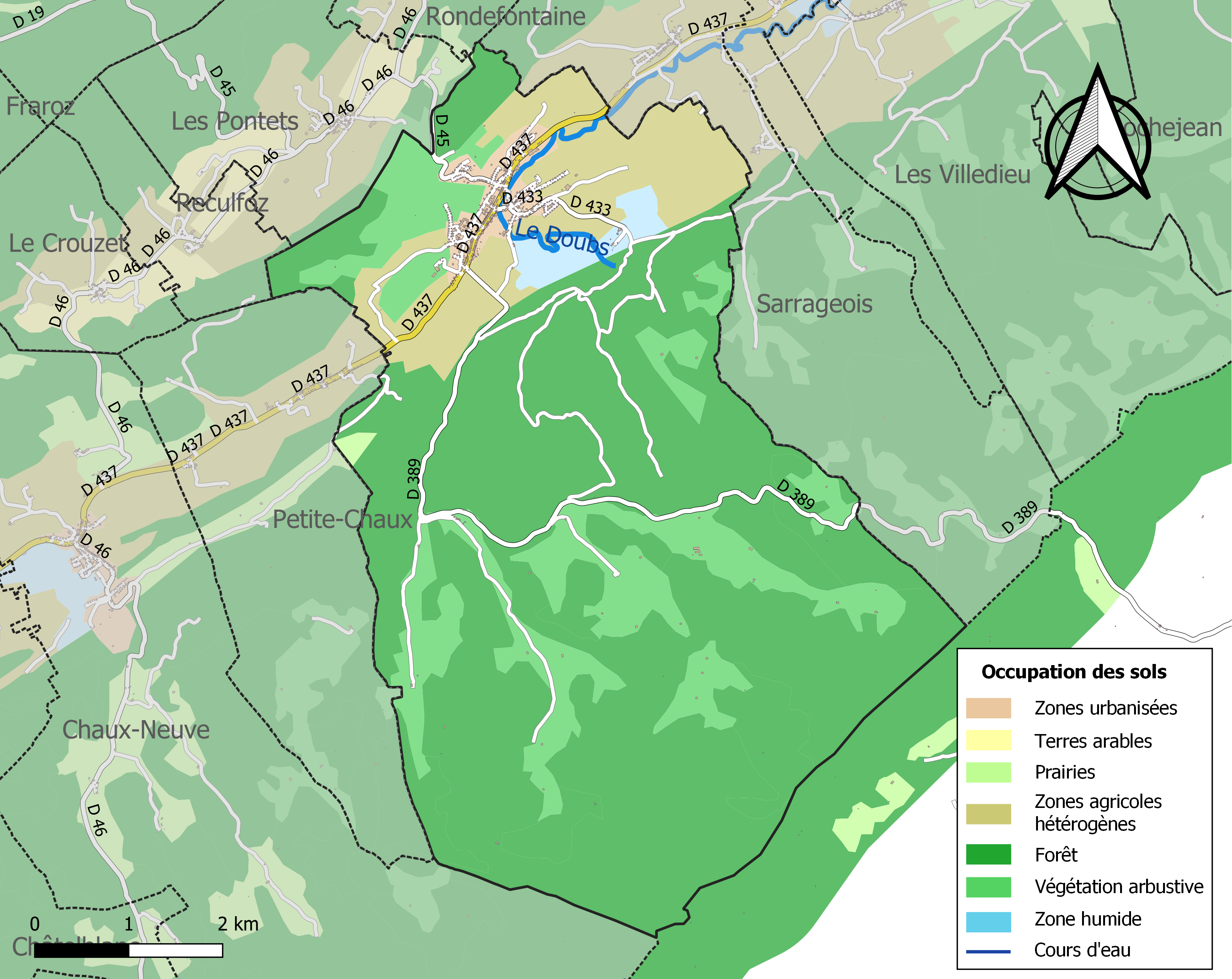
Carte des infrastructures et de l'occupation des sols de la commune en 2018 (CLC).

### Morphologie urbaine
À l'origine, Mouthe est un village-rue, les constructions se succédant de part et d'autre de la route départementale 437 sur plus d'un kilomètre. Par la suite des lotissements sont créés de part et d'autre, Les Côtes-Dessus en 1969, le lotissement des Hauts du Jura en 1971, les Fourches et les Marais (1980), les Hauts de Mouthe (1982), Le Corçon (1990), Les Touradons (2000), Le Corçon II (2002),.

### Logement

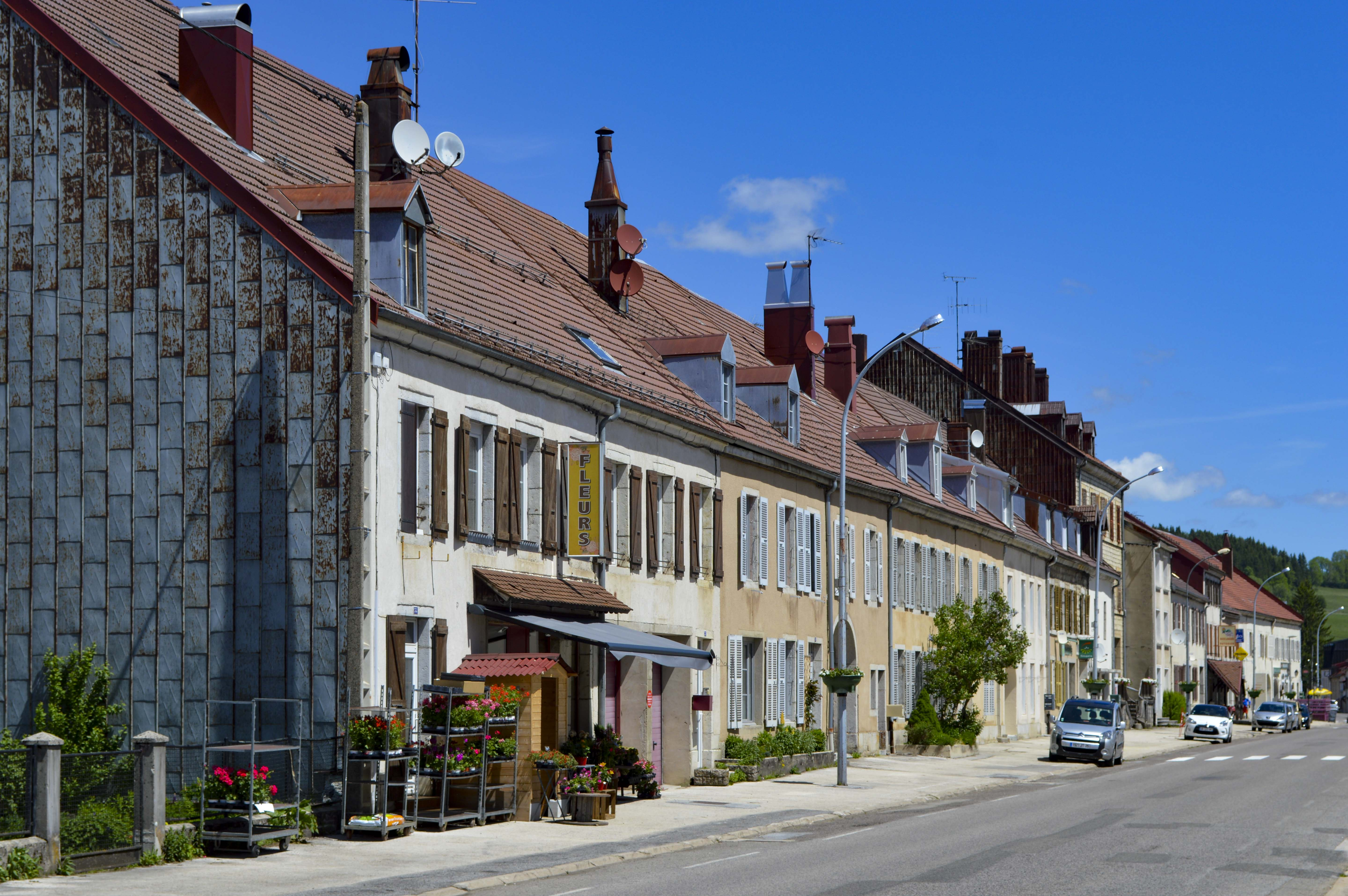
La Grande rue.

Au recensement de 2020, la commune comptait 715 logements dont 451 étaient des résidences principales, 91 des logements vacants et 173 des résidences secondaires. Le nombre de logements situé dans des immeubles collectifs s'élève à 354 appartements, soit 49,5 % du total, et 360 maisons individuelles. Sur les 443 résidences principales construites avant 2018 que compte la commune, 78 (17,6 %) ont été achevées avant 1946, 214 (48,3 %) entre 1946 et 1990 et 151 (34 %) de 1991 à 2017.
L'ancienneté d'emménagement dans la résidence principale montre que sur les 960 habitants de la commune au recensement de 2020, 452 ont emménagé depuis 10 ans ou plus, 383 depuis 2 à 9 ans et 125 depuis moins de 2 ans.
| 1968 | 1975 | 1982 | 1990 | 1999 | 2009 | 2014 | 2020 |
| ---- | ---- | ---- | ---- | ---- | ---- | ---- | ---- |
| 282  | 347  | 433  | 565  | 625  | 694  | 702  | 715  |

### Transports et voies de communication

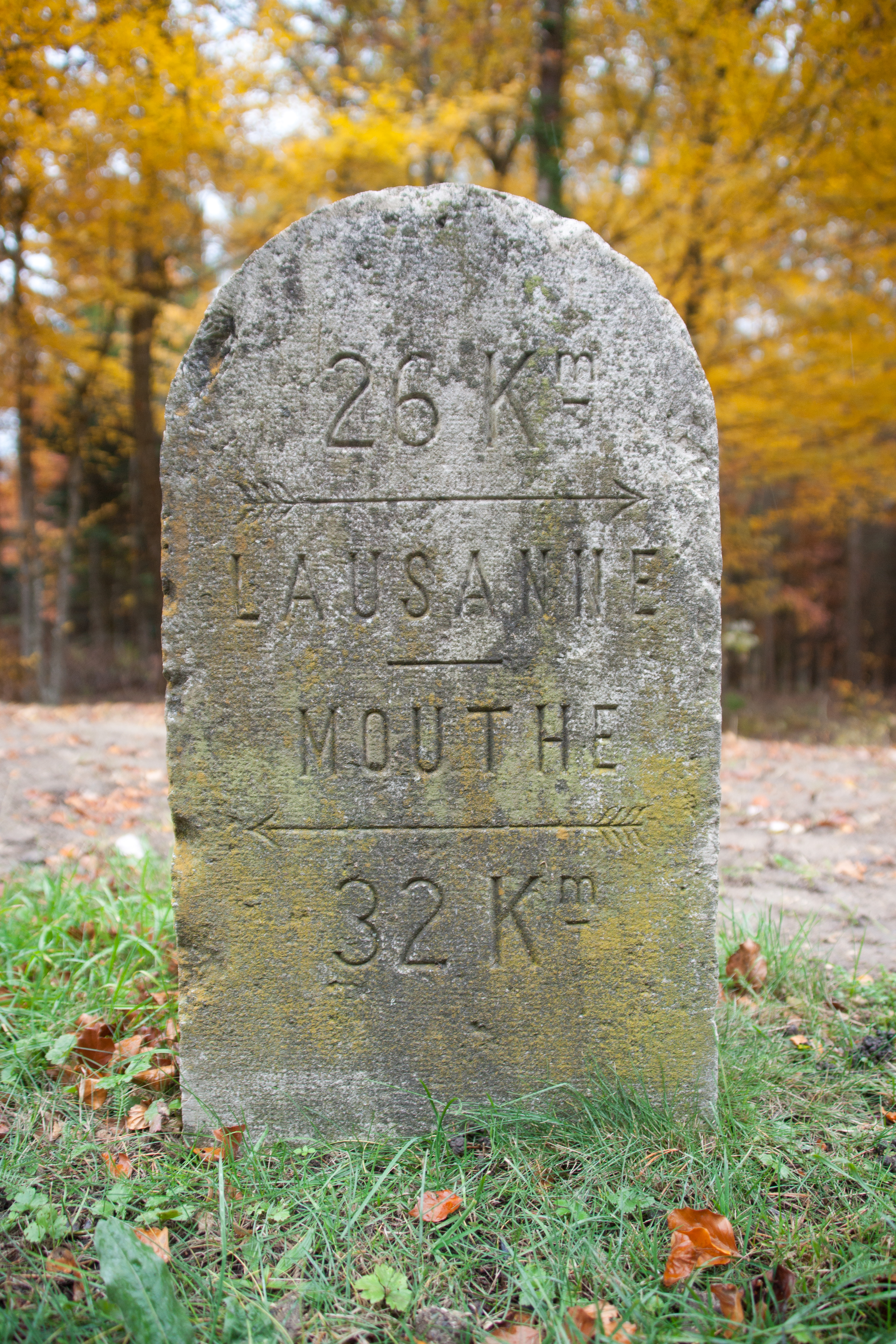
Borne routière à L'Isle indiquant 26 Km Lausanne - Mouthe 32 Km

Mouthe est un village relativement isolé des grands axes de communication, le seul axe d'importance le desservant étant la RD 437 qui permet de rejoindre Pontarlier (29 km) et la route nationale 57 au nord ou Saint-Laurent-en-Grandvaux (27 km) et la RN 5 au sud. Parmi les axes secondaires, la route départementale 389 part du village en direction de l'est et permet de relier la Suisse. L'échangeur autoroutier français le plus proche est situé à 64 kilomètres au sud-ouest par la route, il s'agit de la sortie no 7 Bersaillin de l'A39 dite l'autoroute verte (Dijon-Bourg-en-Bresse), tandis que l'autoroute suisse A9 est accessible à 26 km à hauteur de Ballaigues. Dans le canton suisse de Vaud, la commune de Mouthe était une référence avec des bornes le long des routes menant à Lausanne. Certains vestiges s'y trouvent encore, comme par exemple à L'Isle ou au col du Mollendruz.
Le train desservait autrefois le village grâce à la ligne Pontarlier-Mouthe, appelée familièrement le Tacot et inaugurée le 30 avril 1900. À partir de 1927, la ligne est prolongée jusqu'à Foncine-le-Haut. La ligne sera définitivement fermée le 1er novembre 1950 et remplacée quelques années par un service d'autocars. Plus aucune liaison de transports publics n'existe actuellement. Actuellement, la gare la plus proche de Mouthe est la gare de Labergement-Sainte-Marie (11 km) desservie par des trains express régionaux (TER) reliant Pontarlier, Frasne et la ville suisse de Vallorbe. La gare de Frasne, située à 24 km, permet des liaisons par TGV Lyria vers Paris-Gare-de-Lyon et Lausanne.
L'aéroport français le plus proche est celui de Dole-Jura (86 km) tandis que les aéroports internationaux situés dans un rayon de 200 kilomètres sont l'aéroport de Genève (117 km par la route), l'aéroport de Berne (127 km) et l'aéroport de Lyon-Saint-Éxupéry (171 km).

## Toponymie
Le hameau, d'abord appelé Muthua en 1077, Mutua en 1197 et 1266 ou encore Mote en 1356, prend le nom de Mouthe dès 1485. Ce nom serait dérivé de l'adjectif mottue, qualifiant une terre "pourvue de tertres isolés, de buttes". Selon l'historien Jean Musy, la première mention écrite de Mouthe remonte à 1157 dans un texte réglant un différend de territoire entre l'abbaye de Saint-Oyend et celle du lac de Joux : « in quarto latere autem versus Muttuam ».

## Histoire

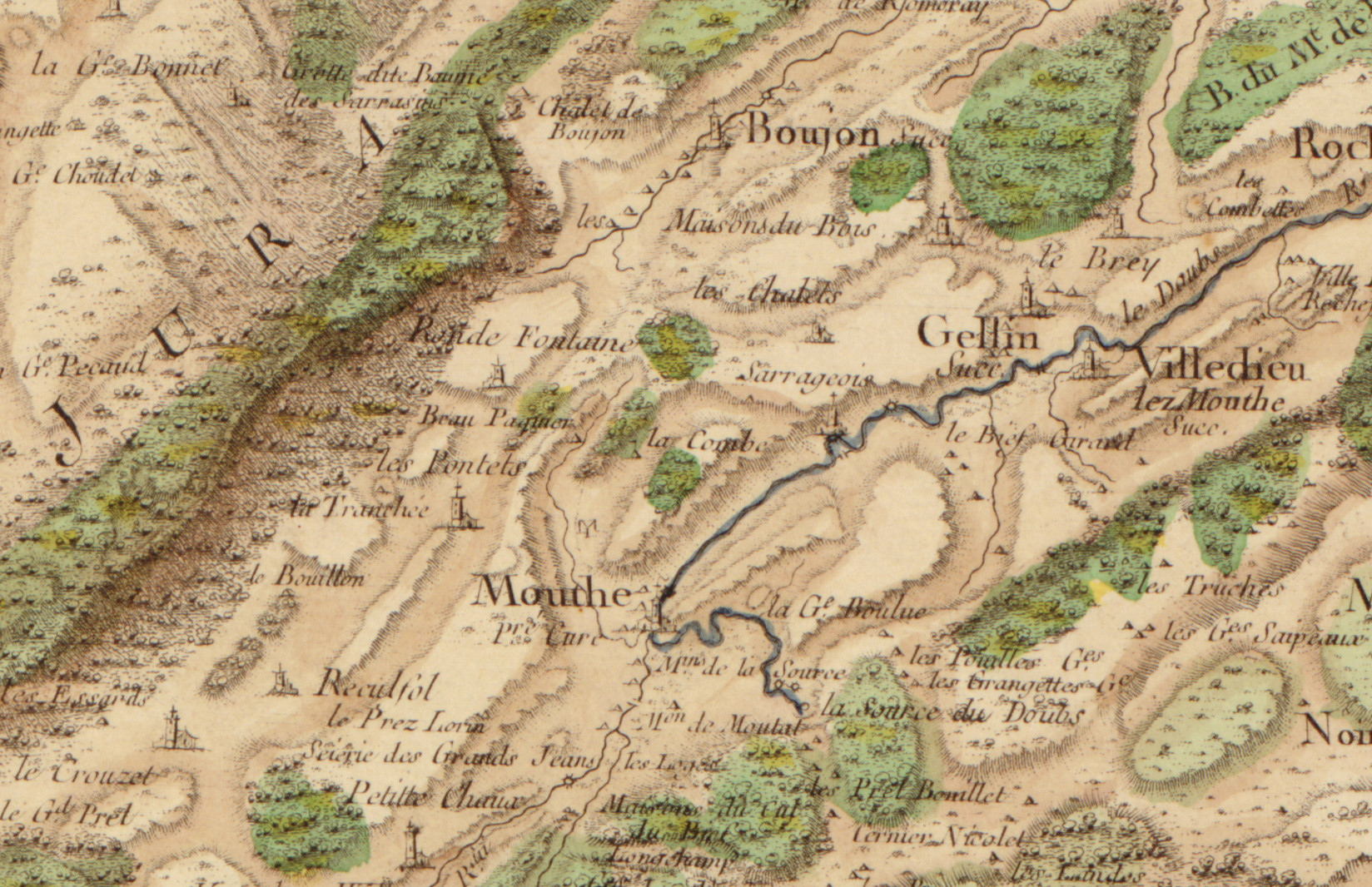
Carte de Cassini

### Moyen Âge
En 1077, Simon de Vexin, originaire de Crépy-en-Valois (Oise), qui fut comte d'Amiens, de Vexin et de Valois, se retire dans un monastère près de Saint-Claude. Pour s'infliger des mortifications plus sévères, il décide avec quelques compagnons de remonter aux sources du Doubs et d'y fonder un ermitage. Cet ermitage consiste à l'origine en quelques cabanes construites sur une butte naturelle qui donnera son nom au village, Mouthe dérivant de motte. Simon de Crépy n'y reste qu'une seule année mais l'ermitage devient au cours du XIIe un petit prieuré bénédictin dépendant de l'abbaye de Saint-Oyand de Joux (Saint-Claude). Malgré les rudes conditions climatiques, quelques paysans s'installent et fondent le village de Mouthe.

### Époque moderne
Mouthe compte 138 feux en 1688, soit 802 habitants. L'église de l'Assomption est édifiée de 1732 à 1742. Plusieurs incendies ravagent le village (en 1583, 1639, 1849) et son église (en 1789, 1833).

### Époque contemporaine
Une maison commune-école (actuel hôtel de ville) est construite de 1847 à 1849 et l’électricité arrive dans le village en 1905. La Première Guerre mondiale affecte assez durement la commune qui compte 36 morts parmi ses habitants.

#### Mouthe pendant la Seconde Guerre mondiale
Le 25 juin 1940, un régiment de la Gebirgs Division 1 du 29e DIM (Division d'infanterie motorisée) du Panzergruppe Guderian remonte la vallée par Foncine puis occupe Mouthe. Ces Gebirgsjager ont stationné quelques semaines à Mouthe puis, la campagne de l’Ouest terminée, ils ont été engagés sur d'autres théâtres d'opérations et remplacés par des soldats du Zollgrenzschutz (garde-frontières subordonnés au Ministère des finances jusqu'au 24 juillet 1944, puis à la SS à la suite d'une ordonnance du Führer).
Le détachement à Mouthe et celui des postes secondaires (Le Cernois, Chapelle-des-Bois, Jougne, Bellefontaine, Rochejean et Chaux-Neuve) était d'une centaine. Le commissariat couvrait une zone de 34 km de frontière, de Jougne à Bois d’Amont. Le commissaire de la douane, Werkmeister et son adjoint Kästle (chef du détachement dès le 22 août 1944) commandaient les 96 hommes, dont 8 officiers. Leur mission était la surveillance de la frontière franco-suisse qui se situait dans la zone interdite de la zone d'occupation.
À la suite du débarquement de Provence par l'armée franco-américaine le 15 août 1944 (Opération Anvil Dragoon) et la pression de plus en plus forte de la Résistance, l'effectif des Zollgrenzschutz est renforcé par environ 200 hommes du 403e bataillon de Cosaques. Par ailleurs, les postes secondaires de toute la région sont abandonnés et les Allemands se replient sur Mouthe. L'effectif est d'alors environ 600 hommes.
Le 4 septembre 1944, le 3e RTA (Régiment de Tirailleurs Algériens) rejoint les Résistants et encercle Mouthe. L'assaut est donné et le village est libéré après 5 ou 6 heures de combat. Les maisons n'ont pas été détruites et aucun civil n'est tué mais le 3e RTA compte 4 morts (Lakhdar Attri, Michel Spiteri, Aïssa Litim et Mohammed Zehaf) et les FFI 1. En revanche, on dénombre 78 corps de soldats allemands (sans compter ceux qui devaient décéder à la suite de leurs blessures et dont le nombre est inconnu).
Il a été formellement établi qu'une partie des soldats allemands a été exécutée juste après la fin des combats[réf. nécessaire]. Leur nombre n'est pas connu mais se situe entre 30 et 40. Une partie du détachement a pu fuir en Suisse où la plupart d'entre eux ont été internés. Quant aux autres, soit 172 Allemands et Cosaques, ils ont été conduits à Champagnole dans un centre de tri afin d'être acheminés vers des camps de prisonniers de guerre en France. La découverte de documents allemands en 2013 a permis de retracer en partie l'histoire de quelques soldats du contingent en service à Mouthe.

#### Le développement des années 1960-1970
L'implantation d'un certain nombre d'équipements et de services permettent à Mouthe de devenir un bourg-centre au cours des années 1960-1970. Ainsi, un collège et un hôpital sont inaugurés en 1968, un centre de secours est ouvert en 1976 et une gendarmerie en 1979. Parallèlement, le tourisme est développé avec la création de la station de ski alpin de Mouthe-Source du Doubs (1er téléski installé en 1967), d'un centre d'accueil pour les PEP (1973) et d'un gîte d'étape (1979). Les participants à la première édition de la course de ski de fond de La Transjurassienne franchissent la ligne d'arrivée à Mouthe en 1980. La population de la commune, après avoir perdu plus d'une centaine d'habitants entre 1954 et 1968, repart à la hausse.

## Politique et administration

### Découpage territorial
Sur le plan administratif, la commune est rattachée à l'arrondissement de Pontarlier, au département du Doubs et à la région Bourgogne-Franche-Comté.
Sur le plan électoral, la commune, autrefois chef-lieu du canton du même nom, dépend du canton de Frasne depuis le redécoupage cantonal de 2014 pour l'élection des conseillers départementaux et de la cinquième circonscription du Doubs pour les élections législatives.
La commune est membre de la communauté de communes des Lacs et Montagnes du Haut-Doubs, un établissement public de coopération intercommunale (EPCI) à fiscalité propre créé en 2017, dont le siège est basé aux Hôpitaux-Vieux.

### Administration municipale
La population de la commune étant comprise entre 500 et 1 499 habitants, le nombre de conseillers municipaux est de 15. Le maire actuel de la commune est Daniel Perrin, né en 1945, élu pour la première fois en 2014 et réélu en 2020.
| Tête de liste | Tête de liste    | Liste               | Premier tour | Premier tour | Second tour | Second tour | Élus | Élus |
| Tête de liste | Tête de liste    | Liste               | Voix         | %            | Voix        | %           | CM   | CC   |
| ------------- | ---------------- | ------------------- | ------------ | ------------ | ----------- | ----------- | ---- | ---- |
|               | Daniel Perrin    | Construire ensemble | 237          | 58,08        | -           | -           | 12   | 2    |
|               | Clément Poncelet | L'avenir de Mouthe  | 171          | 41,91        | -           | -           | 3    | 1    |

### Liste des maires

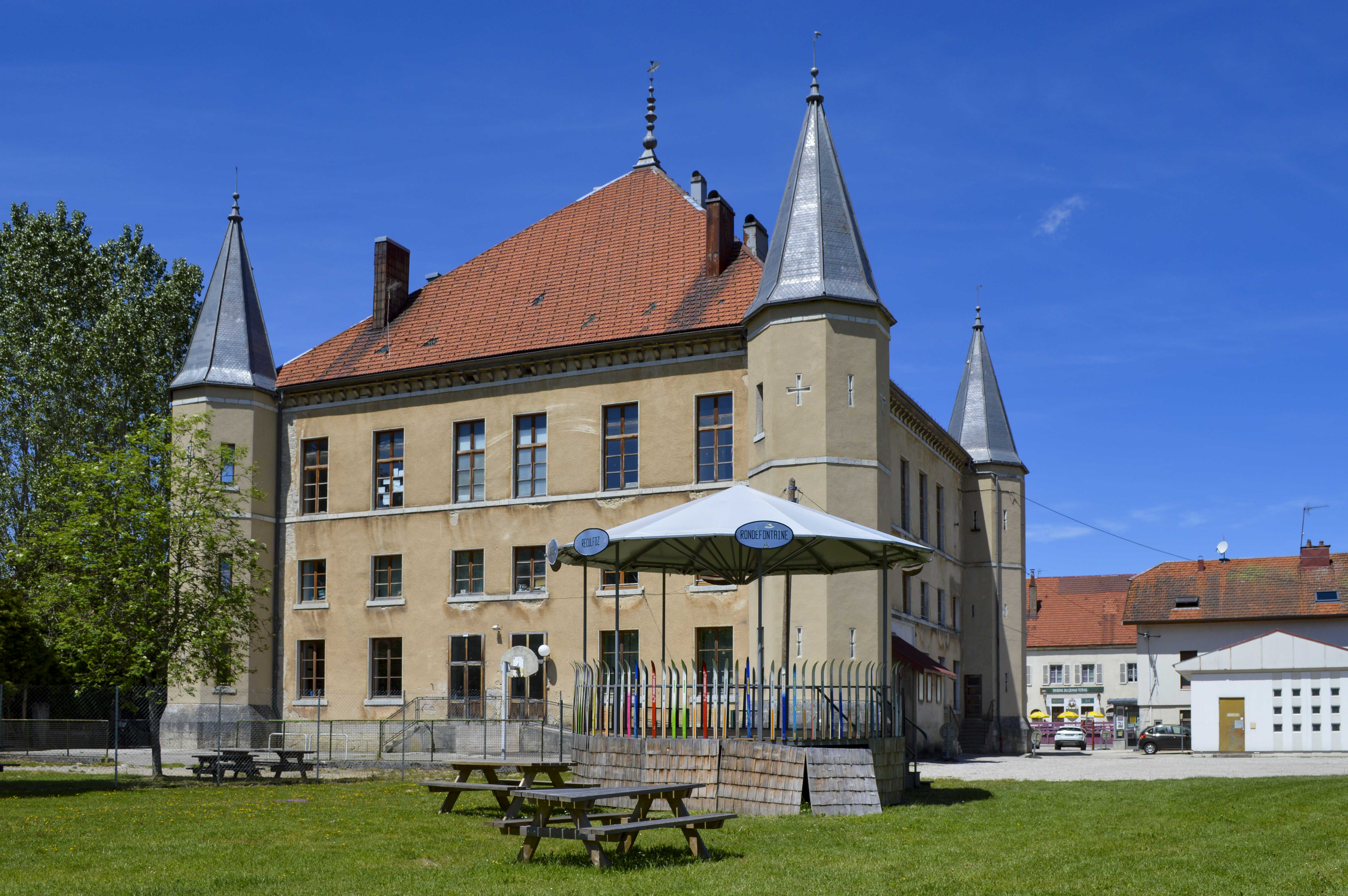
L'hôtel de ville de Mouthe.

| Période                                  | Période      | Identité                                     | Étiquette | Qualité                                       |
| ---------------------------------------- | ------------ | -------------------------------------------- | --------- | --------------------------------------------- |
| Les données manquantes sont à compléter. |              |                                              |           |                                               |
| 1919                                     | 1926         | Joseph Cart                                  |           |                                               |
| 1926                                     | 1946         | Zéphirin Guy                                 |           |                                               |
| 1946                                     | 1959         | Ferdinand Vuillet                            |           |                                               |
| 1959                                     | 1970         | René Salins                                  |           |                                               |
| 1970                                     | 1977         | M. Maurin                                    |           |                                               |
| 1977                                     | 2001         | Jean Sauvonnet                               |           |                                               |
| 2001                                     | 2014         | Élisabeth Rampant                            |           |                                               |
| 2014                                     | 21 juin 2025 | Daniel Perrin Réélu pour le mandat 2020-2026 | SE        | Retraité Fonction publique Décédé en fonction |

### Tendances politiques
Dans une région du Haut-Doubs où la population est traditionnellement conservatrice, Mouthe ne fait pas exception à la règle, les candidats de droite arrivant presque systématiquement en tête quelles que soient les élections.
| Scrutin             | 1er tour | 1er tour      | 1er tour | 1er tour | 1er tour    | 1er tour | 1er tour | 1er tour        | 1er tour | 1er tour | 1er tour           | 1er tour | 1er tour | 1er tour            | 1er tour | 2d tour | 2d tour       | 2d tour | 2d tour | 2d tour       | 2d tour |
| Scrutin             | 1er      | 1er           | %        | 2e       | 2e          | %        | 3e       | 3e              | %        | 4e       | 4e                 | %        | 5e       | 5e                  | %        | 1er     | 1er           | %       | 2e      | 2e            | %       |
| ------------------- | -------- | ------------- | -------- | -------- | ----------- | -------- | -------- | --------------- | -------- | -------- | ------------------ | -------- | -------- | ------------------- | -------- | ------- | ------------- | ------- | ------- | ------------- | ------- |
| Présidentielle 2002 |          | Chirac (RPR)  | 19,53    |          | Le Pen (FN) | 16,99    |          | Jospin (PS)     | 12,53    |          | Saint-Josse (CPNT) | 9,98     |          | Bayrou (UDF)        | 7,43     |         | Chirac (RPR)  | 80,99   |         | Le Pen (FN)   | 19,01   |
| Présidentielle 2007 |          | Sarkozy (UMP) | 37,98    |          | Royal (PS)  | 19,45    |          | Bayrou (UDF)    | 16,70    |          | Le Pen (FN)        | 11,56    |          | Nihous (CPNT)       | 3,12     |         | Sarkozy (UMP) | 69,50   |         | Royal (PS)    | 30,50   |
| Présidentielle 2012 |          | Sarkozy (UMP) | 38,04    |          | Le Pen (FN) | 19,82    |          | Hollande (PS)   | 15,71    |          | Bayrou (MoDem)     | 9,64     |          | Mélenchon (PG)      | 8,04     |         | Sarkozy (UMP) | 68,59   |         | Hollande (PS) | 31,41   |
| Présidentielle 2017 |          | Fillon (LR)   | 26,71    |          | Le Pen (RN) | 24,54    |          | Macron (LREM)   | 20,53    |          | Mélenchon (LFI)    | 12,69    |          | Dupont-Aignan (DLF) | 6,84     |         | Macron (LREM) | 56,54   |         | Le Pen (RN)   | 43,46   |
| Présidentielle 2022 |          | Macron (LREM) | 32,69    |          | Le Pen (RN) | 25,62    |          | Mélenchon (LFI) | 12,72    |          | Pécresse (LR)      | 5,65     |          | Jadot (EELV)        | 5,48     |         | Macron (LREM) | 55,62   |         | Le Pen (RN)   | 44,38   |

Les Meuthiards sont clairement pro-européens, considérant les résultats aux référendums sur le Traité de Maastricht en 1992 (54,55 % de oui contre 51,04 % au niveau national) et sur le Traité établissant une Constitution pour l'Europe en 2005 (53,70 % de oui contre seulement 45,33 % au niveau national). Cela s'explique sans doute par la situation frontalière de la commune, bien que la Suisse ne fasse pas partie de l'Union européenne.

### Finances locales
La commune de Mouthe est enregistrée au répertoire des entreprises sous le code SIREN 212 504 138. Son activité est enregistrée sous le code APE 84.11Z, correspondant aux administrations publiques générales. Elle fait partie de la strate des communes de 500  à   2 000 habitants.
En 2020, le budget communal principal s'équilibre à 1 588 000 € dont 1 011 000 € en section de fonctionnement et 577 000 € en investissement. La part d'impôts locaux dans les produits de fonctionnement s'établit à 44,16 %, contre 50,25 % pour la strate de communes équivalentes.
Le tableau suivant compare les taux d'imposition locaux à ceux des autres communes de la même strate fiscale en 2018. Les taux des taxes ci-dessous sont votés par la municipalité de Mouthe. La taxe d'habitation s'établit à 13,63 % pour la troisième année consécutive après une nette hausse en 2018 par rapport à 2017 (9,71 %), la taxe foncière sur le bâti à 13,85 % pour la troisième année consécutive après une nette hausse en 2018 par rapport à 2017 (9,26 %) et celle sur le non bâti à 24,08 % pour la troisième année consécutive après une nette hausse en 2018 par rapport à 2017 (20,48 %). Ce dernier taux demeure très inférieur à la moyenne de la strate (36,48 %).
Le montant de la taxe d'habitation, indicateur de fiscalité directe, s'établit en 2020 à 127 €/habitant, contre 182 € en moyenne pour les communes de même importance.
|                                                                                               | Mouthe (%) | Strate (%) | Écart                           |
| --------------------------------------------------------------------------------------------- | ---------- | ---------- | ------------------------------- |
| Taxe d'habitation                                                                             | 13,63      | 16,31      | Picto cercle bleu : écart moyen |
| Taxe foncière sur le bâti                                                                     | 13,85      | 14,24      | Picto disque blanc : écart nul  |
| Taxe foncière sur le non bâti                                                                 | 24,08      | 35,37      | Picto disque bleu : écart fort  |
| Écart par rapport à la moyenne de la strate : · de 0 à 10 % ; de 10 à 30 % ; supérieur à 30 % |            |            |                                 |

## Population et société

### Démographie
L'évolution du nombre d'habitants est connue à travers les recensements de la population effectués dans la commune depuis 1793. Pour les communes de moins de 10 000 habitants, une enquête de recensement portant sur toute la population est réalisée tous les cinq ans, les populations de référence des années intermédiaires étant quant à elles estimées par interpolation ou extrapolation. Pour la commune, le premier recensement exhaustif entrant dans le cadre du nouveau dispositif a été réalisé en 2005.

En 2022, la commune comptait 1 025 habitants, en évolution de −5,36 % par rapport à 2016 (Doubs : +1,88 %, France hors Mayotte : +2,11 %).
| 1793  | 1800  | 1806  | 1821 | 1831  | 1836  | 1841  | 1846  | 1851  |
| ----- | ----- | ----- | ---- | ----- | ----- | ----- | ----- | ----- |
| 1 080 | 1 001 | 1 010 | 906  | 1 034 | 1 164 | 1 099 | 1 087 | 1 080 |

| 1856  | 1861  | 1866  | 1872  | 1876  | 1881  | 1886 | 1891 | 1896 |
| ----- | ----- | ----- | ----- | ----- | ----- | ---- | ---- | ---- |
| 1 022 | 1 048 | 1 008 | 1 002 | 1 000 | 1 029 | 927  | 921  | 910  |

| 1901 | 1906 | 1911 | 1921 | 1926 | 1931 | 1936 | 1946 | 1954 |
| ---- | ---- | ---- | ---- | ---- | ---- | ---- | ---- | ---- |
| 858  | 822  | 750  | 717  | 720  | 748  | 730  | 731  | 867  |

| 1962 | 1968 | 1975 | 1982 | 1990 | 1999 | 2005 | 2006 | 2010 |
| ---- | ---- | ---- | ---- | ---- | ---- | ---- | ---- | ---- |
| 840  | 760  | 811  | 813  | 898  | 891  | 957  | 958  | 968  |

| 2015  | 2020  | 2022  | - | - | - | - | - | - |
| ----- | ----- | ----- | - | - | - | - | - | - |
| 1 055 | 1 022 | 1 025 | - | - | - | - | - | - |

### Sports et loisirs

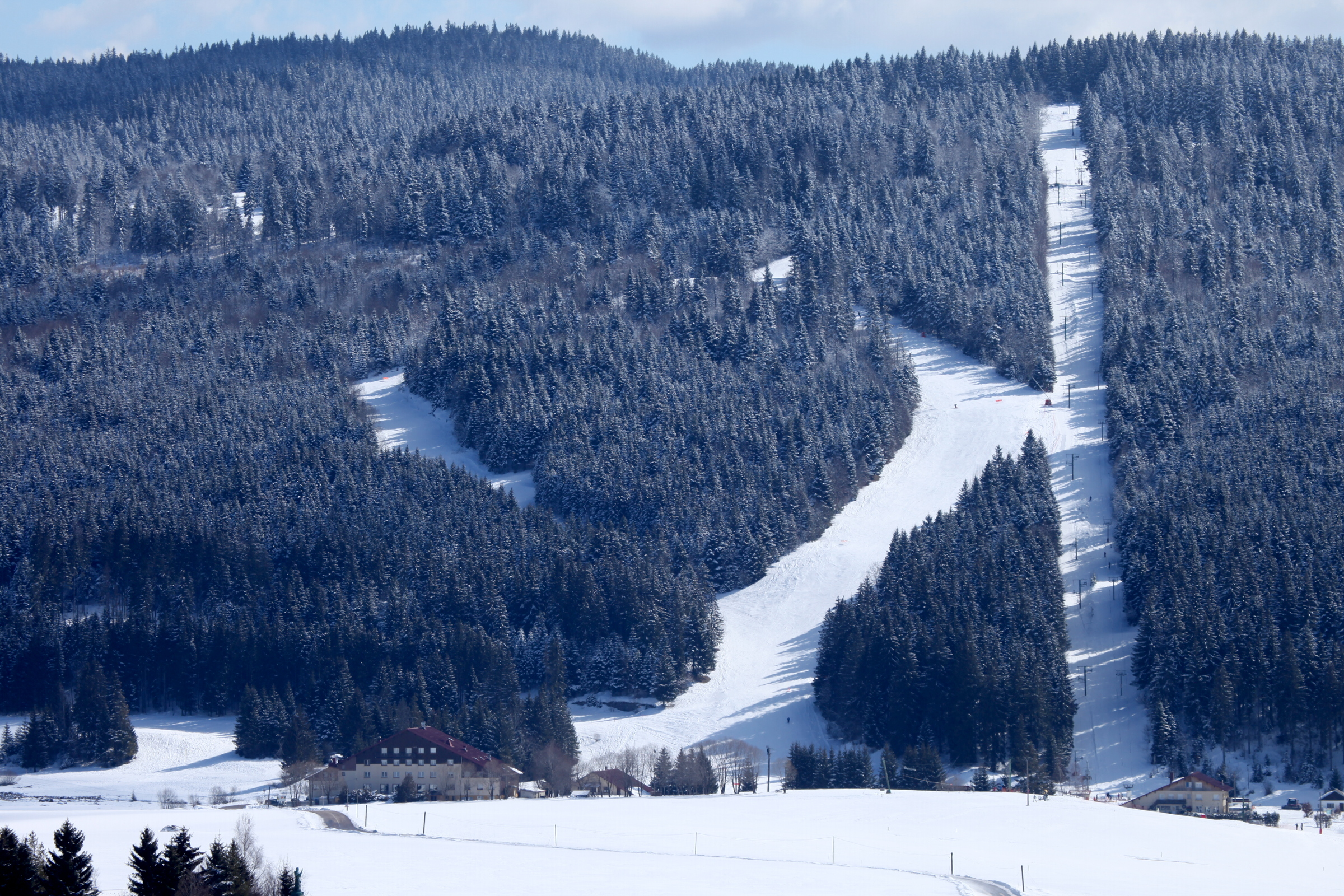
Les pistes de ski alpin au pied du mont Risoux.

En 2010, la station de Mouthe-Source du Doubs offre quatre pistes de ski alpin d'un total de 5,9 kilomètres accessibles grâce à trois téléskis et fait partie du domaine de ski nordique des Lacs et Montagnes du Haut-Doubs, un des plus vastes de France, offrant près de 500 kilomètres de pistes de fond et 250 km de pistes balisées pour la pratique de la raquette à neige,. Elle permet également la pratique de la raquette à neige avec une piste de 3 kilomètres et de la luge au lieu-dit Chez Liadet. Le village accueille une École du ski français (ESF).
Chaque année depuis 1979, sauf quand l'enneigement est insuffisant, le village accueille l'arrivée de la célèbre course de ski de fond de la Transjurassienne, qui avec 76 kilomètres est la deuxième plus longue épreuve du monde après la Vasaloppet suédoise. Le Trail Blanc de Mouthe est une course à pied se disputant depuis 2012 sur deux distances, 10 km ou 20 km, et se déroulant de nuit et souvent dans la neige au mois de janvier.
Le village est une étape sur la Grande Traversée du Jura à ski de fond, parcours de 175 kilomètres de long reliant Giron dans l'Ain à Morteau.
Le village est situé sur l'itinéraire du sentier de grande randonnée 5 (GR5) reliant la côte néerlandaise de la Mer du Nord à Nice.

### Médias
Le quotidien régional L'Est républicain relate les actualités de la commune dans son édition locale de Pontarlier - Haut-Doubs. Le journal mensuel La Presse Pontissalienne relaie les informations concernant le Haut-Doubs. La chaîne de télévision France 3 Franche-Comté et les stations de radio France Bleu Besançon et Plein Air relaient les informations locales.

### Cultes

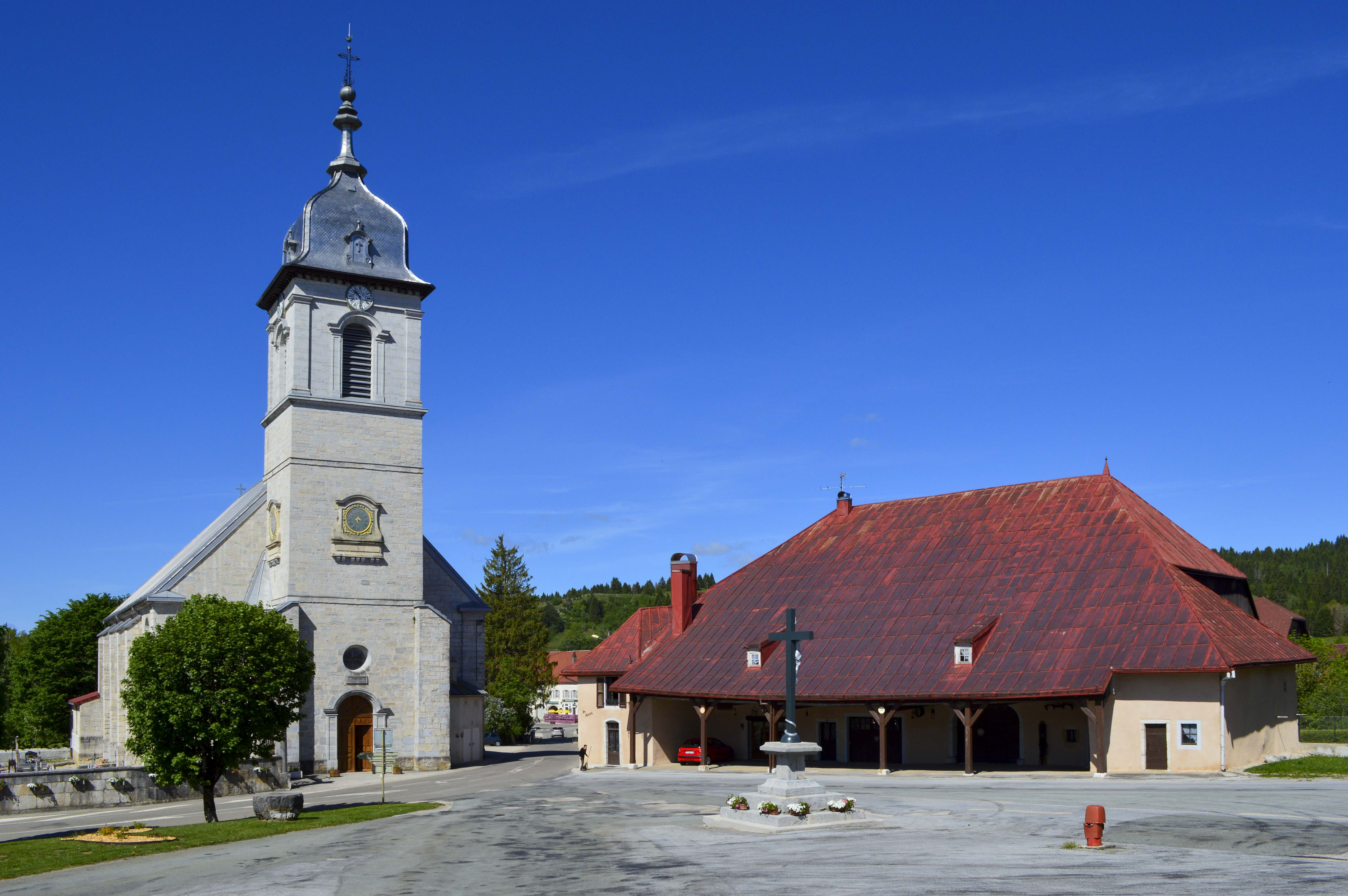
La place de l'Église.

Mouthe dispose d'un lieu de culte catholique, l'église de l'Assomption de Mouthe. Au sein du diocèse de Besançon, le doyenné du Haut-Doubs Forestier regroupe six paroisses dont celle de Val de Mouthe - Lac - Mont d'Or à laquelle appartient la commune.

## Équipements et services publics

### Enseignement
Mouthe est rattachée à l’académie de Besançon, dans la zone A du calendrier scolaire. Le village dispose d'un collège, le collège de la Source qui a ouvert ses portes en 1968 et qui accueille de 420 à 520 élèves chaque année, et de deux écoles primaires, l'école maternelle et élémentaire publique Le Bois Joli qui accueille environ 125 élèves et l'école primaire privée du Sacré-Cœur qui accueille autour de 130 élèves. Selon la carte scolaire pour la rentrée 2021, la scolarisation des élèves de Mouthe se fait au lycée Xavier-Marmier de Pontarlier. D'autres lycées proches se situent à Morez et Champagnole.

### Santé
L'hôpital local René-Salins offre 70 places dont 6 en médecine gériatrique, 7 en moyen séjour (soins de suite et de réadaptation) et 57 en hébergement (EHPAD). Il a été créé en 1969 et a déménagé dans de nouveaux locaux en 2008. Une maison de santé adossée à l'hôpital a été ouverte en septembre 2009: elle accueille trois médecins généralistes, deux ostéopathes, une diététicienne, une kinésithérapeute, un orthophoniste, une pédicure podologue, une psychologue, une sage-femme et un service de soins infirmiers à domicile.
Le village compte également une pharmacie, un centre de soins infirmiers et un dentiste.

### Sécurité, justice et secours
La sécurité de la commune est assurée par la brigade de gendarmerie nationale de proximité de Mouthe qui dépend du groupement de gendarmerie départementale du Doubs à Besançon.
En matière de justice, la commune dépend du tribunal judiciaire de Besançon, du tribunal de proximité de Pontarlier, du conseil de prud'hommes de Besançon, du tribunal pour enfants de Besançon, du tribunal de commerce de Besançon et du tribunal administratif de Besançon. Elle est rattachée à la cour d'appel de Besançon, à la cour d'assises du Doubs et à la cour administrative d'appel de Nancy.
Mouthe est équipée d'un centre d'incendie et de secours (CS) dépendant du groupement territorial sud du service Départemental d'Incendie et de Secours du Doubs, dont l'unité de commandement est située à Pontarlier.

## Économie

### Revenus de la population et fiscalité
En 2020 (données Insee publiées en janvier 2021), la commune compte 469 ménages, 1 030 personnes dans les ménages fiscaux, et un revenu fiscal médian déclaré par unité de consommation de 30 020 €, ce qui place Mouthe parmi les communes de France ayant les plus hauts revenus, au 743e rang par ordre décroissant parmi les 31 336 communes de plus de 34 ménages en métropole.
Cette valeur de 30 020 euros de revenu fiscal médian disponible est largement supérieure (+ 35,8 %) à la médiane régionale qui s'établit, pour la même année, à 22 110 euros.

### Emploi
La population âgée de 15 à 64 ans s'élevait en 2018 à 639 personnes (601 en 2008), parmi lesquelles on comptait 81,6 % d'actifs dont 75,8 % ayant un emploi et 5,8 % de chômeurs. Le taux de chômage en 2018 était de 7,1 % de la population active.
En 2018, l'Insee dénombre 397 emplois dans la zone d'emploi, contre 463 en 2008. Le nombre d'actifs ayant un emploi résidant dans la zone d'emploi étant de 494, l'indicateur de concentration d'emploi est de 80,3 %, ce qui signifie que la zone d'emploi offre environ 8 emplois pour dix habitants actifs. La grande majorité (76,2 %) des actifs meuthiards travaille en-dehors de la commune.

### Entreprises
Les principales entreprises pourvoyeuses d'emplois sont le supermarché bi1 (27 salariés), la scierie (18 salariés), la boulangerie L'Épicurien (10 salariés), le collège La Source, l'hôpital, la maison de retraite, la Station de ski,

### Principaux secteurs d'activité

#### Agriculture
Le tableau suivant présente l'évolution des principaux indicateurs concernant l'activité agricole à Mouthe sur une période de 50 années :
|                                      | 1970 | 1979 | 1988 | 2000 | 2010 | 2020 |
| ------------------------------------ | ---- | ---- | ---- | ---- | ---- | ---- |
| Nombre d’exploitations               | 20   | 10   | 10   | 7    | 5    | 5    |
| Surface Agricole Utilisée (SAU) (ha) | 448  | 493  | 495  | 660  | 485  | 756  |
| Cheptel (nombre de têtes)            |      |      | 694  | 660  | 460  | 635  |
| Terres labourables (ha)              |      |      | 0    | 0    | 0    | 0    |
| Superficie toujours en herbe (ha)    |      |      | 495  | 660  | 460  | 756  |

#### Commerce
Le village de Mouthe dispose d'un supermarché et de nombreux commerces de proximité (restaurants, débits de boisson, pharmacie, boulangerie, coiffure, presse, habillement, garage...) ainsi qu'une agence postale, deux agences bancaires et une agence d'assurance.

#### Tourisme
Au 1er janvier 2023, Mouthe dispose d'un terrain de camping, le Camping La Source du Doubs, disposant de dix chalets, de 15 emplacements pour tentes et de 20 emplacements pour camping-car et caravanes. Elle abrite également de nombreux gîtes. La ville dépend de l'office de tourisme Val de Mouthe - Chapelle des Bois qui dispose d'un bureau au centre-ville dans la Grande rue.

## Culture et patrimoine

### Lieux et monuments
L'hôtel de ville de Mouthe, construit après l'incendie de 1849 sur des plans de Pierre Marnotte (1797-1882), est inscrit à l'inventaire des monuments historiques en 1990. Ce bel et très original édifice est d'inspiration néo-Renaissance.
L'église paroissiale de l'Assomption a été construite de 1732 à 1742 par Jean-Pierre Galezot. Elle est inscrite aux monuments historiques depuis 2009.
L'ancienne pierre des redevances, sur la place de l'Église, a été inscrite aux monuments historiques en 1931.
Plusieurs fermes anciennes sont également à l'inventaire du patrimoine, dont la demeure dite de la Bouverie (XVIIe ou XVIIIe siècle), ainsi que le presbytère construit en 1753.
Les chalets d'estive de Lerrieux, Chez Renaud et Bâtie Dessous avec leur citerne.
La statue de Simon de Crépy, œuvre du sculpteur bisontin Georges Laëthier, a été inaugurée le 9 septembre 1934 par le cardinal-archevêque de Besançon, Henri Binet,.
Le monument aux morts, inauguré en 1922, se présente sous forme d'une colonne surmontée d'une statue de poilu portant un fusil.

Monuments de Mouthe
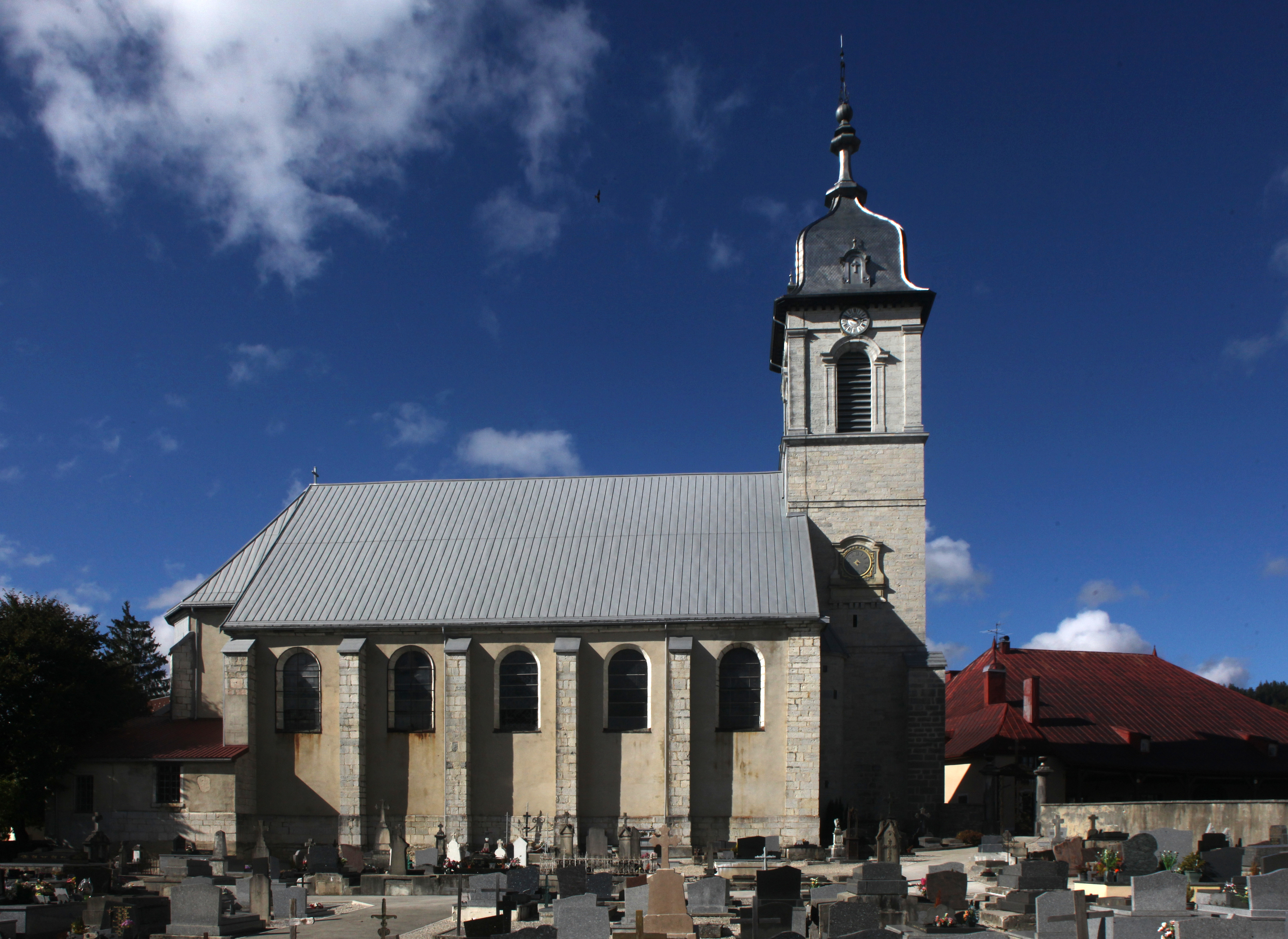
L'église de Mouthe.
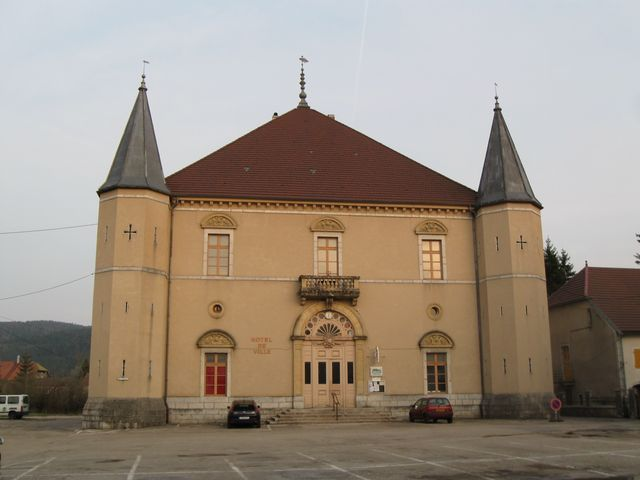
L'hôtel de ville.
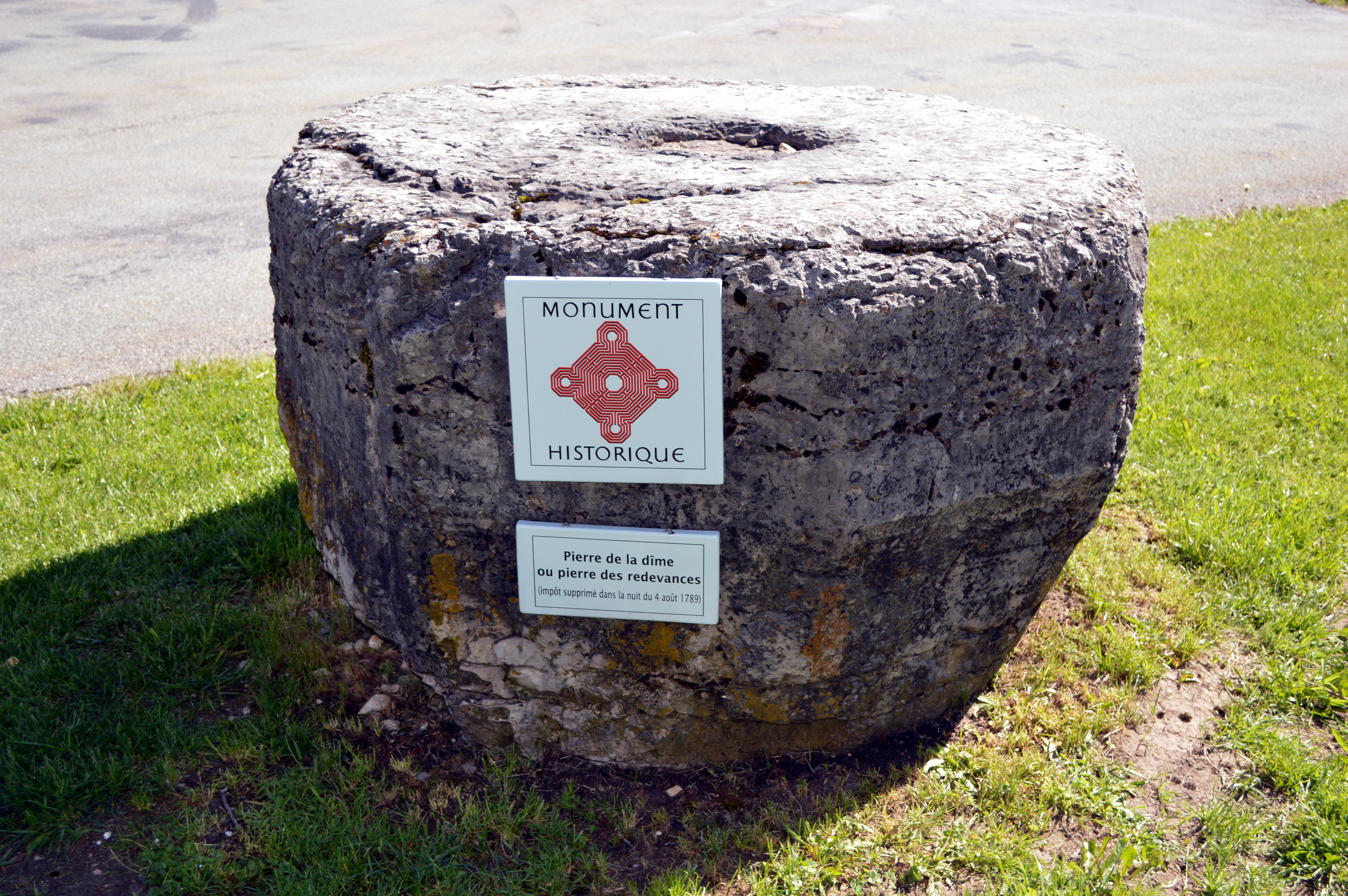
La pierre des redevances.
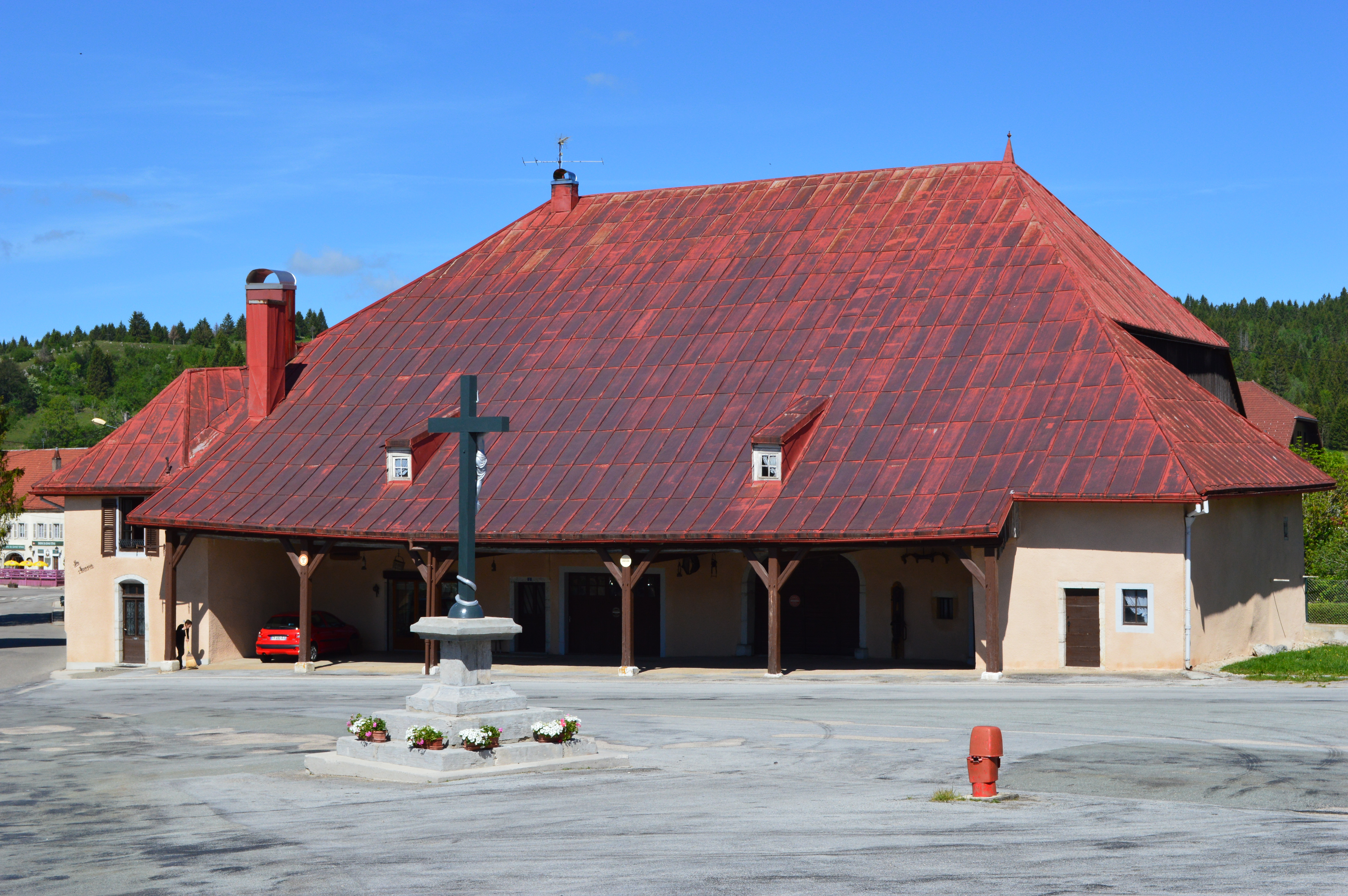
La Bouverie.

### Équipements culturels
La bibliothèque municipale, située dans le bâtiment de l'hôtel de ville, propose plus de 4 000 ouvrages en prêt ou en consultation. La salle de cinéma la plus proche est le Cinéma Le Mont d'Or situé à Métabief (16 km).

### Manifestations culturelles et festivités
Le 15 août a lieu la fête patronale de Mouthe, rassemblant concerts, fête foraine et feux d'artifice. Le MaMouthe Festival est un festival de musique rock et metal se déroulant sur une journée chaque année depuis 2020.

### Patrimoine naturel

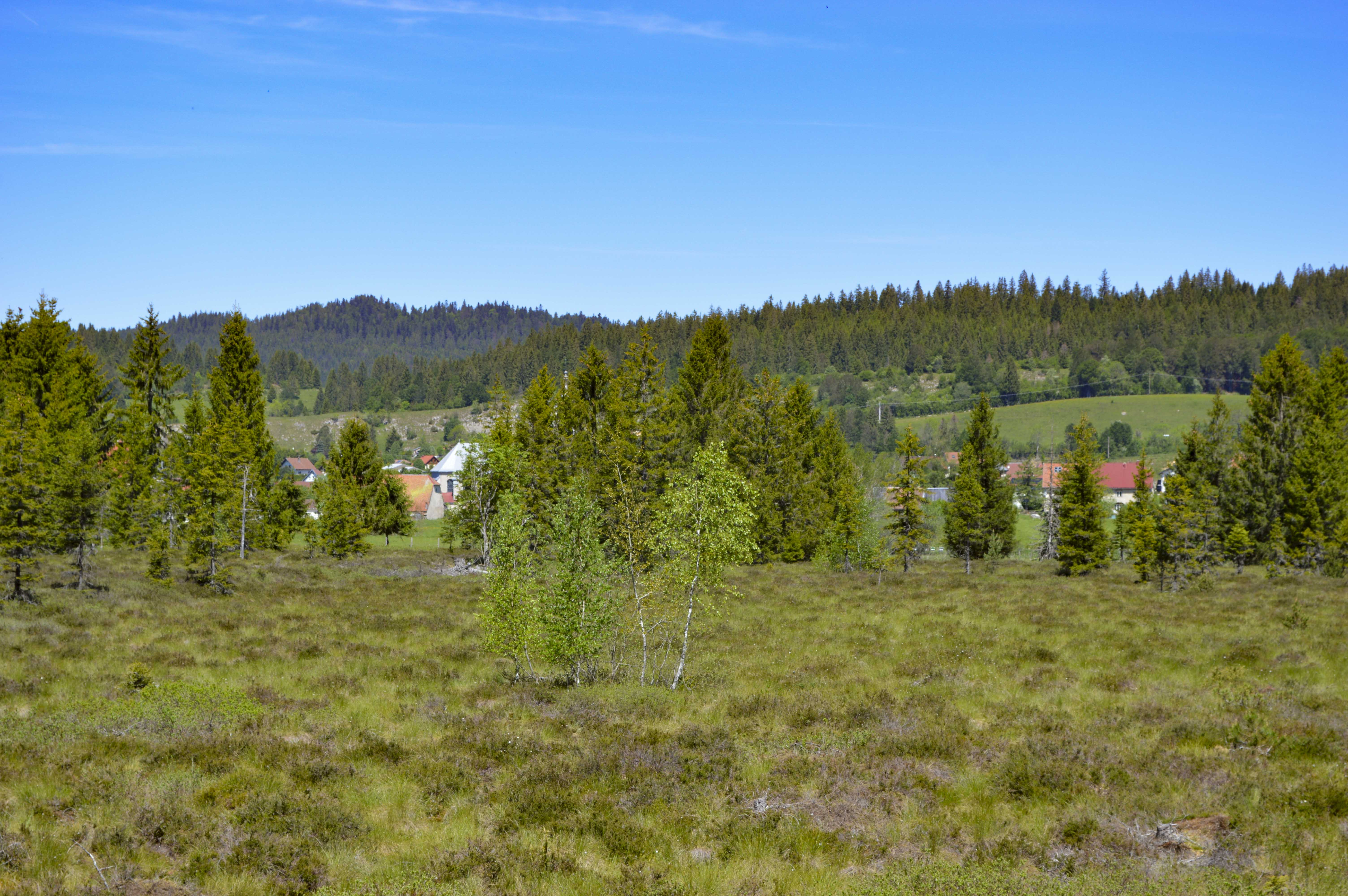
La tourbière du Moutat.

La commune de Mouthe est membre du parc naturel régional du Haut-Jura. Elle abrite sur son territoire plusieurs zones protégées. La zone Natura 2000 des Tourbières et ruisseaux de Mouthe, source du Doubs couvre 124 hectares et inclut la source du Doubs, les tourbières du Moutat et des Seignes et les ruisseaux du Cébriot et du Cul du Bief. Ces zones humides abritent de nombreuses espèces protégées végétales (laîche étoilée des marais, laîche des bourbiers, lycopode des milieux inondés, rossolis à feuilles rondes, l'andromède à feuilles de polium, bouleau nain) et animales (papillons damier de la succise et cuivré de la bistorte, triton alpestre, lézard vivipare). Une autre zone Natura 2000, celle du Massif du Mont-d'Or, du Noirmont et du Risol totalise 10 364 ha dont plus de 2 800 ha sur le territoire communal et est composée majoritairement de forêts mixtes et de prairies semi-naturelles humides. Elles sont notamment l'habitat du grand tétras, de la gélinotte des bois, du lynx, de nombreux papillons dont l'apollon, des batraciens, de reptiles, de très nombreuses espèces d'oiseaux.

### Personnalités liées à la commune

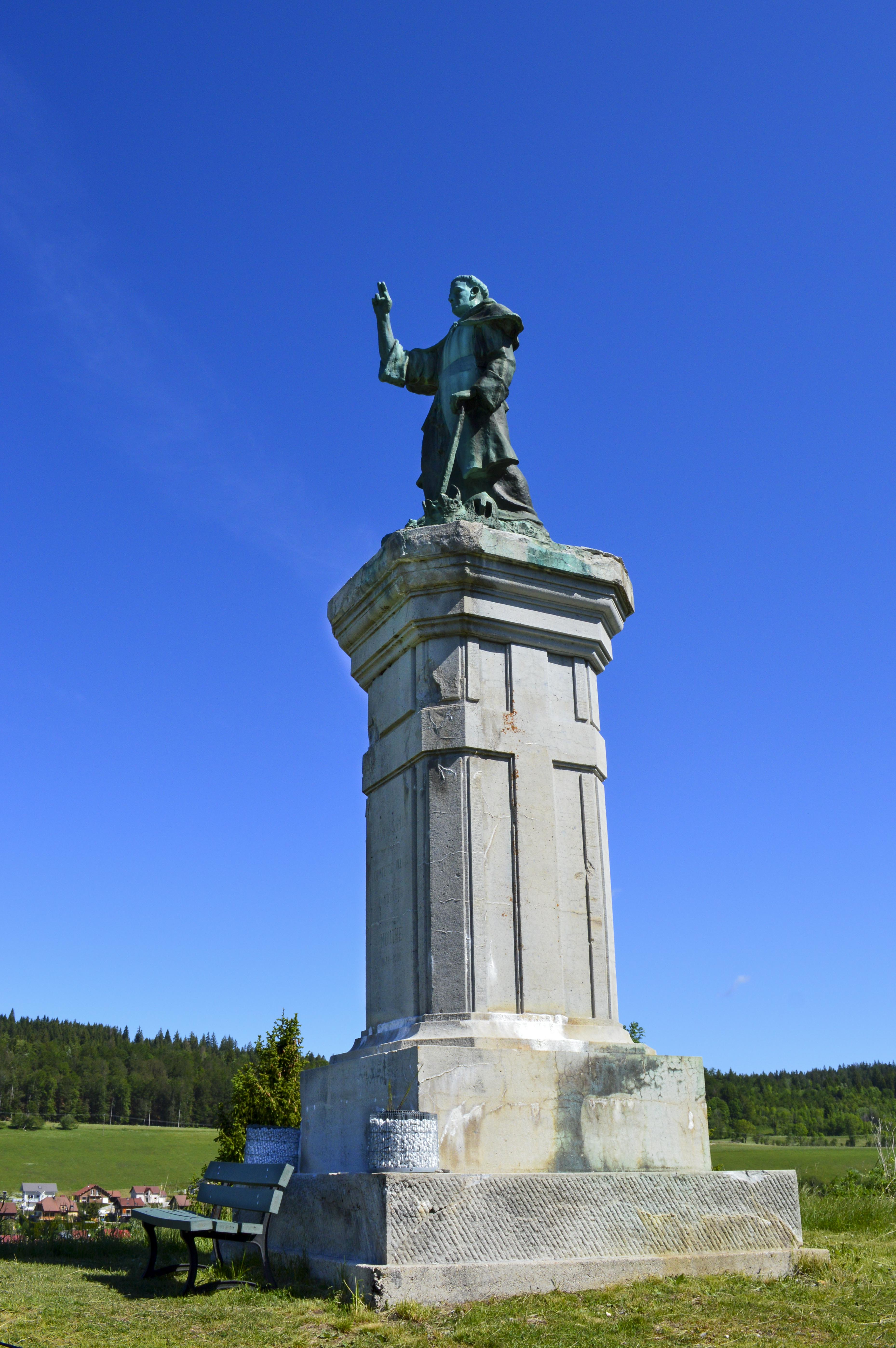
Statue de Saint-Simon.

- Simon de Vexin, comte d'Amiens, de Vexin et de Valois Crépy, trouve refuge avec quelques compagnons en 1077 près de la source du Doubs où il construit un ermitage, premier établissement humain sur la commune actuelle de Mouthe. Il est ainsi considéré comme le fondateur de Mouthe. Une statue de saint Simon a été érigée sur une butte à l'est du village et une rue porte son nom.
- Alexis Cart-Broumet, dit La Plaque, né à Mouthe vers 1600, combattant qui s'est particulièrement illustré lors de la Guerre de Dix Ans. Une rue et une pâtisserie locale portent son nom. Son surnom de La Plaque s'explique par la légende selon laquelle il aurait eu une blessure à la joue masquée par une plaque de métal.
- Jean-François-Marie Cart, né à Mouthe en 1799, devient évêque de Nîmes en 1838. Un vitrail de l'église de Mouthe le représente.
- Félix Joseph Courvoisier, né à Mouthe en 1799 et mort à Paris en 1866, fondateur de la maison de négoce en cognac Courvoisier, à Jarnac. Il s'associe, en 1854, avec Jules Curlier, son neveu, de Mignovillard.
- Albert Jouffroy, né à Mouthe en 1851, fut maire de Mouthe, conseiller d'arrondissement puis sous-préfet de Bonneville (1888), Thonon (1889), Nyons (1893) et Orange (1895).
- Fabrice Guy, né à Pontarlier en 1968 et champion olympique 1992 de combiné nordique, passe son enfance à Mouthe. Il fréquente le collège du village où il pratique le ski de fond qui figure au programme scolaire. Après avoir délaissé la compétition, il devient douanier à Mouthe.
- Caroline Colombo, née à Pontarlier en 1996, est une biathlète disputant régulièrement la Coupe du monde. Elle a grandi à Mouthe et elle est membre du club de ski de l'AS Mouthe.

### Mouthe dans les arts et la culture populaire
Le film Poupoupidou, réalisé par Gérald Hustache-Mathieu et sorti sur les écrans en 2011, a été tourné en grande partie dans le village, lieu principal de l'action. Le même réalisateur y avait déjà tourné des scènes du film Avril porté sur les écrans en 2006 et y revient en 2022 pour la mini-série Polar Park diffusée sur Arte en 2023. Le film Le Miracle des loups, réalisé en 1961, par André Hunebelle a également été tourné partiellement à Mouthe.
Un téléfilm a eu Mouthe pour cadre en 1979 : Vincendon, de Franck Apprederis, avec Jacques Dufilho, Michel Constantin et Jenny Cleve, d'après la nouvelle de Bernard Clavel, L'Arbre qui chante.
Les paysages enneigés de Mouthe ont inspiré de nombreux peintres dont Pierre Bichet, Robert Fernier (Le pont Carrez à Mouthe) ou Denis Bauquier.
Lors de la dixième saison de l'émission de télévision Nus et culottés diffusée en 2022, dans l'épisode Objectif Jura, les deux comparses Nans et Mouts partent de la ville de Saint-Claude avec pour quête d'aller construire un sauna à Mouthe.
Du fait de son statut de commune la plus froide de France, Mouthe est régulièrement le sujet d'articles et de reportages de la presse nationale. Le quotidien Le Monde lui consacre ainsi des articles intitulés « Vous avez dit blizzard ? » en 1977 ou « Jours d'hiver dans la « petite Sibérie » française » en 2000, tout comme le quotidien Libération avec « Pour aller à Mouthe, descendre sous le zéro » en 2001 et « Il était un froid à Mouthe » en 2014. Le journal télévisé de TF1 y réalise notamment des reportages en 1978 et en 2018 (« Mouthe, la Sibérie française »).

### Gastronomie
La commune de Mouthe est intégrée aux aires de production de trois fromages bénéficiant de l'appellation d'origine protégée (AOP) ou appellation d'origine contrôlée (AOC), le comté, le mont d'Or et le morbier, ainsi qu'aux aires de productions de produits bénéficiant d'une indication géographique protégée (IGP) dont trois produits à base de viande (porc de Franche-Comté, saucisse de Montbéliard et saucisse et jésus de Morteau), trois fromages (cancoillotte, emmental français est-central et gruyère français) et plusieurs variétés de vins de Franche-Comté.
La fruitière de Mouthe située au centre du village est un point de vente de comté, morbier, raclette, tomme, beurre, crème, yaourts et autres produits régionaux.
La boulangerie Vuez, créée en 1778, produisait dès 1946, au sein de sa biscuiterie des Sapins, des pains d'épices et biscuits puis des crèmes glacées aux saveurs locales (absinthe, bourgeons de sapin, pain d’épices, miel du Jura, macvin, gentiane, vin jaune...).

### Héraldique
|  | Les armes de la commune se blasonnent ainsi : Tranché: au 1er d'or à la crosse de gueules, au 2e d'argent au skieur équipé de sable; à la cotice d'azur brochant sur la partition. |

Le blason de Mouthe a été créé par Jean-Marie Thiébaud.